# Liste des épisodes de Ninjago : Les Maîtres du Spinjitzu
Ninjago : Les Maîtres du Spinjitzu est une série d'animation diffusé à la télévision. La série a été produite par Wil Film ApS de l'épisode pilote jusqu'à la Saison 10 et par WildBrain Studios pour les 5 dernières saisons. Elle est distribuée par The Lego Group. Elle a été créée pour coïncidé avec les sets de Lego construction Ninjago, et se focus sur le monde fictif de Ninjago, racontant les histoires d'un groupe de jeunes ninjas et de leurs batailles contre les forces du mal.
La diffusion des 2 premières saisons (« La Menace des Serpents » et « La Bataille Finale ») étaient composées de 13 épisodes chacune. La première saison a commencé sa diffusion le 2 décembre 2011. Les Lego Ninjago ainsi que la série télé avaient une durée de vie prévue de 3 ans, il était donc attendu que la deuxième saison serait la dernière. Cependant, après le retour des fans, la série fut ramenée et a continuée pendant 10 années supplémentaires.
En 2017, une adaptation de la série en film nommé Lego Ninjago, le film a été diffusé. Dans la Saison 8 de la série en 2018, le logiciel d'animation de la série a été amélioré et de nouveaux styles et esthétiques pour les personnages ont été adoptés depuis le film. Malgré les changements esthétiques, la Saison 8 continue l'histoire des saisons précédentes au lieu de la trame du film. Avec la diffusion de la Saison 11 en 2019, la série a été vendu à WildBrain Studios qui a rajouté « Les Maîtres du Spinjitzu » comme sous-titre à la série et est passé d'un format d'épisodes de 22 minutes à 11 minutes. Au total, 15 saisons ont été produites, avec un pilote, plusieurs mini-films, un spécial, une mini-saison de 4 épisodes et un film basé sur la série.
Ninjago : Le Soulèvement des Dragons est série télévisée de super-héros ninja fantastique produite par The Lego Group et animée par WildBrain. Elle est la suite de la série originale intitulée Ninjago : Les Maîtres du Spinjitzu, produite de 2011 à 2022, et s'établit dans le même univers. En France, le premier épisode de la série sort en streaming sur les plateformes Okoo et France TV le 1er juin 2023 et est diffusé à la télévision sur France 4 le 4 juin 2023. Aux États-Unis, le premier épisode sort sur Netflix le 1er juin 2023. Actuellement, la série est composée de trois saisons de 20 épisodes de 22 minutes.
Alors que chacune des saisons de la série Ninjago : Les Maîtres du Spinjitzu portait un sous-titre, ce n'est pas le cas des saisons de la série Ninjago : Le Soulèvement des Dragons qui se contentent d'une simple numérotation, toujours dans cette optique de sérialisation.
Cet article liste tous les épisodes de la série Ninjago : Les Maîtres du Spinjitzu, de la nouvelle série Ninjago : Le Soulèvement des Dragons, le film Lego Ninjago, le film, ainsi que les nombreux minisodes et contenus supplémentaire lié à chacune des deux séries,,.

## Aperçu

### Ninjago: Les Maîtres du Spinjitzu(2011-2022)

#### Série principale
| Saisons | Saisons     | Titre                                                       | Épisodes | Première diffusion aux États-Unis (ou autre pays du monde) | Première diffusion aux États-Unis (ou autre pays du monde) | Première diffusion en France | Première diffusion en France |
| Saisons | Saisons     | Titre                                                       | Épisodes | Début de diffusion                                         | Fin de diffusion                                           | Début de diffusion           | Fin de diffusion             |
| ------- | ----------- | ----------------------------------------------------------- | -------- | ---------------------------------------------------------- | ---------------------------------------------------------- | ---------------------------- | ---------------------------- |
|         | Pilote      | La Légende de Ninjago                                       | 1        | 14 janvier 2011                                            | 15 janvier 2011                                            | 20 février 2011              | 20 février 2011              |
|         | 1           | La Menace des Serpents                                      | 13       | 2 décembre 2011                                            | 11 avril 2012                                              | 18 avril 2012                | 20 juin 2012                 |
|         | 2           | La Bataille Finale                                          | 13       | 18 juillet 2012                                            | 21 novembre 2012                                           | 22 juillet 2013              | 19 décembre 2013             |
|         | 3           | Réinitialisé                                                | 8        | 29 janvier 2014                                            | 26 novembre 2014                                           | 2 mai 2014                   | 18 octobre 2014              |
|         | 4           | Le Tournoi des Éléments                                     | 10       | 23 février 2015                                            | 3 avril 2015                                               | 27 avril 2015                | 8 mai 2015                   |
|         | 5           | Possession                                                  | 10       | 29 juin 2015                                               | 10 juillet 2015                                            | 28 août 2015                 | 14 novembre 2015             |
|         | 6           | Les Pirates du Ciel                                         | 10       | 1er janvier 2016                                           | 1er février 2016                                           | 9 avril 2016                 | 14 avril 2016                |
|         | Spécial     | Le Jour des âmes disparues                                  | 1        | 29 octobre 2016                                            | 29 octobre 2016                                            | 11 novembre 2016             | 11 novembre 2016             |
|         | 7           | Les Mains du Temps                                          | 10       | 15 mai 2017                                                | 26 mai 2017                                                | 13 février 2017              | 24 février 2017              |
|         | 8           | Les Fils de Garmadon                                        | 10       | 20 janvier 2018                                            | 24 mars 2018                                               | 23 avril 2018                | 27 avril 2018                |
|         | 9           | Traqués                                                     | 10       | 11 août 2018                                               | 25 août 2018                                               | 29 octobre 2018              | 2 novembre 2018              |
|         | 10          | La Marche des Onis                                          | 4        | 19 janvier 2019                                            | 9 février 2019                                             | 20 mai 2019                  | 20 mai 2019                  |
|         | 11          | Les Secrets du Spinjitzu Interdit : Le Chapitre du Feu      | 15       | 22 juin 2019                                               | 10 août 2019                                               | 21 octobre 2019              | 25 octobre 2019              |
|         | 11          | Les Secrets du Spinjitzu Interdit : Le Chapitre de la Glace | 15       | 13 décembre 2019                                           | 1er février 2020                                           | 23 décembre 2019             | 27 décembre 2019             |
|         | 12          | Premier Empire                                              | 16       | 21 mars 2020                                               | 26 avril 2020                                              | 23 octobre 2020              | 23 octobre 2020              |
|         | 13          | Le Maître de la Montagne                                    | 16       | 6 juillet 2020                                             | 24 juillet 2020                                            | 23 octobre 2020              | 23 octobre 2020              |
|         | Mini-saison | L'Île Inconnue                                              | 4        | 7 mars 2021                                                | 14 mars 2021                                               | 27 février 2021              | 27 février 2021              |
|         | 14          | L'Appel de l'Océan                                          | 16       | 4 avril 2021                                               | 30 avril 2021                                              | 21 mai 2021                  | 15 octobre 2021              |
|         | 15          | Cristallisés                                                | 30       | 20 mai 2022                                                | 1er octobre 2022                                           | 6 juin 2022                  | 21 octobre 2022              |

#### Contenus supplémentaire
| Titre           | Titre                                 | Épisodes | Première diffusion aux États-Unis | Première diffusion aux États-Unis | Première diffusion en France   | Première diffusion en France   |
| Titre           | Titre                                 | Épisodes | Début de diffusion                | Fin de diffusion                  | Début de diffusion             | Fin de diffusion               |
| --------------- | ------------------------------------- | -------- | --------------------------------- | --------------------------------- | ------------------------------ | ------------------------------ |
|                 | Mini-movies                           | 6        | 21 novembre 2011                  | 2 décembre 2011                   | 2011                           | 2011                           |
|                 | Chen mini-movies                      | 5        | 14 juillet 2015                   | 1er août 2015                     | 8 juin 2015                    | 9 septembre 2015               |
|                 | Tall Tales                            | 6        | 13 février 2016                   | 27 avril 2016                     | 13 février 2016                | 27 avril 2016                  |
|                 | Operation Heavy Metal                 | 4        | 23 mai 2017 (version chinoise)    | 23 mai 2017 (version chinoise)    | 23 mai 2017 (version chinoise) | 23 mai 2017 (version chinoise) |
| 28 octobre 2022 | Operation Heavy Metal                 | 4        | 28 février 2023                   | 28 octobre 2022                   | 28 février 2023                |                                |
|                 | Samurai X Rising                      | 1        | 3 février 2017                    | 3 février 2017                    | 3 février 2017                 | 3 février 2017                 |
|                 | Wu's Teas                             | 20       | 13 juillet 2017                   | 13 juillet 2017                   | 13 juillet 2017                | 13 juillet 2017                |
|                 | Ninjago: Decoded                      | 10       | 27 novembre 2017                  | 29 janvier 2018                   | 13 janvier 2018                | 13 janvier 2018                |
|                 | Tales from the Monastery of Spinjitzu | 6        | 19 décembre 2018                  | 19 décembre 2018                  | 1er février 2019               | 10 février 2019                |
|                 | Prime Empire Original Shorts          | 6        | 7 janvier 2020                    | 21 avril 2020                     | 7 janvier 2020                 | 21 avril 2020                  |
|                 | Ninjago: Reimagined                   | 5        | 23 avril 2021                     | 21 mai 2021                       | 23 avril 2021                  | 21 mai 2021                    |
|                 | The Virtues of Spinjitzu              | 6        | 11 janvier 2022                   | 15 février 2022                   | 11 janvier 2022                | 15 février 2022                |

### Ninjago: Le Soulèvement des Dragons(2023-Présent)

#### Série principale
| Saisons | Saisons | Épisodes | Première diffusion aux États-Unis (ou autre pays du monde) | Première diffusion aux États-Unis (ou autre pays du monde) | Première diffusion en France | Première diffusion en France |
| Saisons | Saisons | Épisodes | Début de diffusion                                         | Fin de diffusion                                           | Début de diffusion           | Fin de diffusion             |
| ------- | ------- | -------- | ---------------------------------------------------------- | ---------------------------------------------------------- | ---------------------------- | ---------------------------- |
|         | 1       | 20       | 1er juin 2023                                              | 12 octobre 2023                                            | 1er juin 2023                | 19 octobre 2023              |
|         | 2       | 20       | 4 avril 2024                                               | 25 juillet 2024                                            | 31 mars 2024                 | 8 octobre 2024               |
|         | 3       | 20       | 17 avril 2025                                              | 4 septembre 2025                                           | 11 avril 2025                | À venir...                   |

#### Contenus supplémentaire
| Titre | Titre                  | Épisodes | Première diffusion aux États-Unis | Première diffusion aux États-Unis | Première diffusion en France | Première diffusion en France |
| Titre | Titre                  | Épisodes | Début de diffusion                | Fin de diffusion                  | Début de diffusion           | Fin de diffusion             |
| ----- | ---------------------- | -------- | --------------------------------- | --------------------------------- | ---------------------------- | ---------------------------- |
|       | The Elemental Mechs    | 3        | 6 janvier 2024                    | 12 janvier 2024                   | 6 janvier 2024               | 12 janvier 2024              |
|       | Return to the Wyldness | 4        | 8 juillet 2024                    | 8 juillet 2024                    | 8 juillet 2024               | 8 juillet 2024               |
|       | Wyldfyre's Stories     | 8        | 8 juillet 2024                    | 8 juillet 2024                    | 8 juillet 2024               | 8 juillet 2024               |
|       | Wyldfyre's Voice Notes | 8        | 8 juillet 2024                    | 8 juillet 2024                    | 8 juillet 2024               | 8 juillet 2024               |

## Ninjago: Les Maîtres du Spinjitzu- Liste des épisodes

### Pilote:La Légende de Ninjago(2011)
L'épisode pilote existe en 2 versions, une version de deux épisodes nommé « Way of the Ninja » (qui combine « Way of the Ninja » et « The Golden Weapon ») et « King of Shadows » (qui combine « King of Shadows » et « Weapons of Destiny ») qui durent respectivement 22 minutes. Il existe une version coupé en 4 épisodes de 11 minutes chacun qui sont listés ci-dessous. Chaque région a une version différente.
| N°     | Titre original                                                                        | Titre français        | Scénario            | Réalisation                     | Première diffusion aux États-Unis | Première diffusion en France |
| ------ | ------------------------------------------------------------------------------------- | --------------------- | ------------------- | ------------------------------- | --------------------------------- | ---------------------------- |
| Pilote | « Way of the Ninja » « The Golden Weapon » « King of Shadows » « Weapons of Destiny » | La Légende de Ninjago | Kevin & Dan Hageman | Michael Hegner et Justin Murphy | 14 janvier 2011, 15 janvier 2011, | 20 février 2011              |

### Saison 1:La Menace des Serpents(2011-2012)
| N° | Part. | Titre original                     | Titre français                | Scénario            | Réalisation   | Première diffusion aux États-Unis | Première diffusion en France | Audience aux USA (en millions) |
| -- | ----- | ---------------------------------- | ----------------------------- | ------------------- | ------------- | --------------------------------- | ---------------------------- | ------------------------------ |
| 1  | 1     | « Rise of the Snakes »             | La Légende des serpents       | Kevin & Dan Hageman | Peter Hausner | 2 décembre 2011                   | 18 avril 2012                | 1.19                           |
| 2  | 2     | « Home »                           | La Famille de Zane            | Kevin & Dan Hageman | Justin Murphy | 2 décembre 2011                   | 25 avril 2012                | 1.34                           |
| 3  | 3     | « Snakebit »                       | La Morsure du Serpent         | Kevin & Dan Hageman | Martin Skov   | 25 janvier 2012                   | 2 mai 2012                   | 1.77                           |
| 4  | 4     | « Never Trust a Snake »            | Méfiez-vous des Serpents      | Kevin & Dan Hageman | Peter Hausner | 1er février 2012                  | 9 mai 2012                   | 2.47                           |
| 5  | 5     | « Can of Worms »                   | Le Rassemblement des Serpents | Kevin & Dan Hageman | Justin Murphy | 8 février 2012                    | 16 mai 2012                  | 1.99                           |
| 6  | 6     | « The Snake King »                 | Le Roi Serpent                | Kevin & Dan Hageman | Martin Skov   | 15 février 2012                   | 17 mai 2012                  | 2.18                           |
| 7  | 7     | « Tick Tock »                      | Tic Tac                       | Kevin & Dan Hageman | Peter Hausner | 22 février 2012                   | 18 mai 2012                  | 2.44                           |
| 8  | 8     | « Once Bitten, Twice Shy »         | La Métamorphose de Jay        | Kevin & Dan Hageman | Justin Murphy | 7 mars 2012                       | 23 mai 2012                  | 2.21                           |
| 9  | 9     | « The Royal Blacksmiths »          | Les Forgerons Royaux          | Kevin & Dan Hageman | Martin Skov   | 14 mars 2012                      | 28 mai 2012                  | 1.76                           |
| 10 | 10    | « The Green Ninja »                | Le Ninja Vert                 | Kevin & Dan Hageman | Peter Hausner | 21 mars 2012                      | 30 mai 2012                  | 2.62                           |
| 11 | 11    | « All of Nothing »                 | Le Choix de Garmadon          | Kevin & Dan Hageman | Justin Murphy | 28 mars 2012                      | 6 juin 2012                  | 2.02                           |
| 12 | 12    | « The Rise of the Great Devourer » | Le Réveil du Grand Dévoreur   | Kevin & Dan Hageman | Martin Skov   | 4 avril 2012                      | 13 juin 2012                 | 1.90                           |
| 13 | 13    | « Day of the Great Devourer »      | Le Jour du Grand Dévoreur     | Kevin & Dan Hageman | Peter Hausner | 11 avril 2012                     | 20 juin 2012                 | 3.34                           |

### Saison 2:La Bataille Finale(2012)
| N° | Part. | Titre original                   | Titre français                          | Scénario                           | Réalisation               | Première diffusion aux États-Unis | Première diffusion en France | Audience aux USA (en millions) |
| -- | ----- | -------------------------------- | --------------------------------------- | ---------------------------------- | ------------------------- | --------------------------------- | ---------------------------- | ------------------------------ |
| 14 | 1     | « Darkness Shall Rise »          | L'Avènement des Ténèbres                | Kevin & Dan Hageman                | Michael Helmuth Hansen    | 18 juillet 2012                   | 22 juillet 2013              | 2.85                           |
| 15 | 2     | « Pirates vs. Ninja »            | Pirates contre Ninjas                   | Kevin & Dan Hageman                | Trylle Vilstrup           | 25 juillet 2012                   | 29 juillet 2013              | 2.30                           |
| 16 | 3     | « Double Trouble »               | Les ennuis n'arrivent jamais seuls      | Kevin & Dan Hageman et Joel Thomas | Martin Skov               | 1er août 2012                     | 15 août 2013                 | 2.08                           |
| 17 | 4     | « Ninjaball Run »                | La course Ninjaball                     | Kevin & Dan Hageman et Joel Thomas | Thomas Østergaard Poulsen | 8 août 2012                       | 22 août 2013                 | 2.38                           |
| 18 | 5     | « Child's Play »                 | Jeux d'enfant                           | Kevin & Dan Hageman                | Michael Helmuth Hansen    | 15 août 2012                      | 29 août 2013                 | 2.79                           |
| 19 | 6     | « Wrong Place, Wrong Time »      | Retour vers le passé                    | Kevin & Dan Hageman                | Trylle Vilstrup           | 22 août 2012                      | 29 août 2013                 | 2.31                           |
| 20 | 7     | « The Stone Army »               | Le Guerrier de Pierre                   | Kevin & Dan Hageman                | Martin Skov               | 26 septembre 2012                 | 10 octobre 2013              | 2.17                           |
| 21 | 8     | « The Day Ninjago Stood Still »  | Le jour où Ninjago s'est mis à trembler | Kevin & Dan Hageman et Joel Thomas | Peter Hausner             | 3 octobre 2012                    | 17 octobre 2013              | 1.98                           |
| 22 | 9     | « The Last Voyage »              | Retrouvailles                           | Kevin & Dan Hageman et Joel Thomas | Michael Helmuth Hansen    | 10 octobre 2012                   | 31 octobre 2013              | 1.84                           |
| 23 | 10    | « Island of Darkness »           | Le Temple de la Lumière                 | Kevin & Dan Hageman                | Trylle Vilstrup           | 17 octobre 2012                   | 7 novembre 2013              | 1.74                           |
| 24 | 11    | « The Last Hope »                | Le Dernier Espoir                       | Kevin & Dan Hageman et Joel Thomas | Martin Skov               | 24 octobre 2012                   | 28 novembre 2013             | 1.87                           |
| 25 | 12    | « Return of the Overlord »       | L'ultime combat a commencé !            | Kevin & Dan Hageman                | Peter Hausner             | 14 novembre 2012                  | 12 décembre 2013             | 1.82                           |
| 26 | 13    | « Rise of the Spinjitzu Master » | L'Avènement du Maître du Spinjitzu      | Kevin & Dan Hageman                | Michael Helmuth Hansen    | 21 novembre 2012                  | 19 décembre 2013             | 3.11                           |

### Saison 3:Réinitialisé(2014)
| N°                            | Part.                         | Titre original                     | Titre français                    | Scénario                      | Réalisation                   | Première diffusion aux États-Unis | Première diffusion en France  | Audience aux USA (en millions) |
| La Bataille pour Ninjago City | La Bataille pour Ninjago City | La Bataille pour Ninjago City      | La Bataille pour Ninjago City     | La Bataille pour Ninjago City | La Bataille pour Ninjago City | La Bataille pour Ninjago City     | La Bataille pour Ninjago City | La Bataille pour Ninjago City  |
| ----------------------------- | ----------------------------- | ---------------------------------- | --------------------------------- | ----------------------------- | ----------------------------- | --------------------------------- | ----------------------------- | ------------------------------ |
| 27                            | 1                             | « The Surge »                      | L'Ennemi invisible                | Kevin & Dan Hageman           | Peter Hausner                 | 29 janvier 2014                   | 2 mai 2014                    | 2.04                           |
| 28                            | 2                             | « The Art of the Silent Fist »     | L'art de combattre sans combattre | Kevin & Dan Hageman           | Martin Skov                   | 29 janvier 2014                   | 2 mai 2014                    | 2.08                           |
| 29                            | 3                             | « Blackout »                       | Blackout                          | Kevin & Dan Hageman           | Michael Helmuth Hansen        | 16 avril 2014                     | 13 septembre 2014             | 2.04                           |
| 30                            | 4                             | « The Curse of the Golden Master » | La Malédiction du Maître d'Or     | Kevin & Dan Hageman           | Trylle Vilstrup               | 16 avril 2014                     | 20 septembre 2014             | 1.85                           |
| La Chute du Maître d'Or       |                               |                                    |                                   |                               |                               |                                   |                               |                                |
| 31                            | 5                             | « Enter the Digiverse »            | À l'intérieur du Digivers         | Kevin & Dan Hageman           | Peter Hausner                 | 13 juillet 2014                   | 27 septembre 2014             | NC                             |
| 32                            | 6                             | « Codename: Arcturus »             | Nom de code : Arcturus            | Kevin & Dan Hageman           | Michael Helmuth Hansen        | 13 juillet 2014                   | 4 octobre 2014                | NC                             |
| 33                            | 7                             | « The Void »                       | Le Vide Intersidérale             | Kevin & Dan Hageman           | Jens Møller                   | 26 novembre 2014                  | 11 octobre 2014               | 2.34                           |
| 34                            | 8                             | « The Titanium Ninja »             | Le Ninja de Titane                | Kevin & Dan Hageman           | Peter Hausner                 | 26 novembre 2014                  | 18 octobre 2014               | 2.38                           |

### Saison 4:Le Tournoi des Éléments(2015)
| N° | Part. | Titre original               | Titre français                     | Scénario            | Réalisation            | Première diffusion aux États-Unis | Première diffusion en France | Audience aux USA (en millions) |
| -- | ----- | ---------------------------- | ---------------------------------- | ------------------- | ---------------------- | --------------------------------- | ---------------------------- | ------------------------------ |
| 35 | 1     | « The Invitation »           | L'Invitation                       | Kevin & Dan Hageman | Trylle Vilstrup        | 23 février 2015                   | 27 avril 2015                | NC                             |
| 36 | 2     | « Only One Can Remain »      | Il ne peut en rester qu'un         | Kevin & Dan Hageman | Michael Helmuth Hansen | 2 mars 2015                       | 28 avril 2015                | 1.43                           |
| 37 | 3     | « Versus »                   | L'Adversaire                       | Kevin & Dan Hageman | Jens Møller            | 9 mars 2015                       | 29 avril 2015                | NC                             |
| 38 | 4     | « Ninja Roll »               | Un combat qui roule !              | Kevin & Dan Hageman | Peter Hausner          | 16 mars 2015                      | 30 avril 2015                | NC                             |
| 39 | 5     | « Spy for a Spy »            | Un espion pour un autre            | Kevin & Dan Hageman | Trylle Vilstrup        | 23 mars 2015                      | 1er mai 2015                 | NC                             |
| 40 | 6     | « Spellbound »               | Le Sortilège                       | Kevin & Dan Hageman | Michael Helmuth Hansen | 30 mars 2015                      | 4 mai 2015                   | NC                             |
| 41 | 7     | « The Forgotten Element »    | Élément oublié                     | Kevin & Dan Hageman | Jens Møller            | 31 mars 2015                      | 5 mai 2015                   | NC                             |
| 42 | 8     | « The Day of the Dragon »    | Le Jour du Dragon                  | Kevin & Dan Hageman | Peter Hausner          | 1er avril 2015                    | 6 mai 2015                   | NC                             |
| 43 | 9     | « The Greatest Fear of All » | La plus grande de toutes les peurs | Kevin & Dan Hageman | Per Dür Risager        | 2 avril 2015                      | 7 mai 2015                   | NC                             |
| 44 | 10    | « The Corridor of Elders »   | Le Couloir des Anciens             | Kevin & Dan Hageman | Trylle Vilstrup        | 3 avril 2015                      | 8 mai 2015                   | NC                             |

### Saison 5:Possession(2015)
| N° | Part. | Titre original                 | Titre français                    | Scénario            | Réalisation            | Première diffusion aux États-Unis | Première diffusion en France | Audience aux USA (en millions) |
| -- | ----- | ------------------------------ | --------------------------------- | ------------------- | ---------------------- | --------------------------------- | ---------------------------- | ------------------------------ |
| 45 | 1     | « Winds of Change »            | Avis de tempête                   | Kevin & Dan Hageman | Michael Helmuth Hansen | 29 juin 2015                      | 28 août 2015                 | 2.05                           |
| 46 | 2     | « Ghost Story »                | Une Histoire de Fantômes          | Kevin & Dan Hageman | Jens Møller            | 30 juin 2015                      | 17 octobre 2015              | 1.83                           |
| 47 | 3     | « Stiix and Stones »           | Le Parchemin du Airjitzu          | Kevin & Dan Hageman | Peter Hausner          | 1er juillet 2015                  | 17 octobre 2015              | 2.13                           |
| 48 | 4     | « The Temple on Haunted Hill » | Le Temple hanté                   | Kevin & Dan Hageman | Trylle Vilstrup        | 2 juillet 2015                    | 24 octobre 2015              | 1.93                           |
| 49 | 5     | « Peak-a-Boo »                 | Le Sabre du Sanctuaire            | Kevin & Dan Hageman | Michael Helmuth Hansen | 3 juillet 2015                    | 24 octobre 2015              | 1.82                           |
| 50 | 6     | « Kingdom Come »               | Les Seize Royaumes                | Kevin & Dan Hageman | Jens Møller            | 6 juillet 2015                    | 31 octobre 2015              | 1.71                           |
| 51 | 7     | « The Crooked Path »           | La Trahison de Ronan              | Kevin & Dan Hageman | Peter Hausner          | 7 juillet 2015                    | 31 octobre 2015              | 1.91                           |
| 52 | 8     | « Grave Danger »               | Les Épreuves de la Tombe          | Kevin & Dan Hageman | Trylle Vilstrup        | 8 juillet 2015                    | 7 novembre 2015              | 1.78                           |
| 53 | 9     | « Curseworld, Part I »         | Un Monde envouté, première partie | Kevin & Dan Hageman | Michael Helmuth Hansen | 9 juillet 2015                    | 7 novembre 2015              | 1.52                           |
| 54 | 10    | « Curseworld, Part II »        | Un Monde envouté, deuxième partie | Kevin & Dan Hageman | Jens Møller            | 10 juillet 2015                   | 14 novembre 2015             | 1.62                           |

### Saison 6:Les Pirates du Ciel(2016)
| N° | Part. | Titre original              | Titre français             | Scénario            | Réalisation            | Première diffusion en Asie | Première diffusion en France | Audience aux USA (en millions) |
| -- | ----- | --------------------------- | -------------------------- | ------------------- | ---------------------- | -------------------------- | ---------------------------- | ------------------------------ |
| 55 | 1     | « Infamous »                | Coup-monté                 | Kevin & Dan Hageman | Peter Hausner          | 1er janvier 2016           | 9 avril 2016                 | 0.98                           |
| 56 | 2     | « Public Enemy Number One » | L'ennemi public numéro un  | Kevin & Dan Hageman | Michael Helmuth Hansen | 2 janvier 2016             | 9 avril 2016                 | 1.01                           |
| 57 | 3     | « Enkrypted »               | Derrière les barreaux      | Kevin & Dan Hageman | Jens Møller            | 9 janvier 2016             | 11 avril 2016                | 1.17                           |
| 58 | 4     | « Misfortune Rising »       | Le Voleur d'âmes           | Kevin & Dan Hageman | Peter Hausner          | 10 janvier 2016            | 11 avril 2016                | 1.31                           |
| 59 | 5     | « On a Wish and a Prayer »  | L'Épreuve de Jay           | Kevin & Dan Hageman | Michael Helmuth Hansen | 16 janvier 2016            | 12 avril 2016                | 1.15                           |
| 60 | 6     | « My Dinner With Nadakhan » | Mon dîner avec Nadakhan    | Kevin & Dan Hageman | Jens Møller            | 17 janvier 2016            | 12 avril 2016                | 1.17                           |
| 61 | 7     | « Wishmasters »             | Les Maîtres des Souhaits   | Kevin & Dan Hageman | Peter Hausner          | 24 janvier 2016            | 13 avril 2016                | 1.11                           |
| 62 | 8     | « The Last Resort »         | Le Dernier Recours         | Kevin & Dan Hageman | Michael Helmuth Hansen | 25 janvier 2016            | 13 avril 2016                | 1.05                           |
| 63 | 9     | « Operation Land Ho! »      | Opération « Terre en vue » | Kevin & Dan Hageman | Jens Møller            | 31 janvier 2016            | 14 avril 2016                | 1.20                           |
| 64 | 10    | « The Way Back »            | Le Dernier Souhait         | Kevin & Dan Hageman | Peter Hausner          | 1er février 2016           | 14 avril 2016                | 1.15                           |

### Épisode spécial:Le Jour des âmes disparues(2016)
| N° | Part. | Titre original          | Titre français             | Scénario     | Réalisation   | Première diffusion au Canada | Première diffusion en France |
| -- | ----- | ----------------------- | -------------------------- | ------------ | ------------- | ---------------------------- | ---------------------------- |
| —  | —     | « Day of the Departed » | Le Jour des âmes disparues | David Shayne | Peter Hausner | 21 octobre 2016              | 11 novembre 2016             |

### Saison 7:Les Mains du Temps(2017)
| N° | Part. | Titre original                               | Titre français             | Scénario     | Réalisation            | Première diffusion au Canada / États-Unis | Première diffusion en France | Audience aux USA (en millions) |
| -- | ----- | -------------------------------------------- | -------------------------- | ------------ | ---------------------- | ----------------------------------------- | ---------------------------- | ------------------------------ |
| 65 | 1     | « The Hands of Time »                        | Les Mains du Temps         | David Shayne | Michael Helmuth Hansen | 14 mars 2017 (Canada)                     | 13 février 2017              | 0.73                           |
| 66 | 2     | « The Hatching »                             | L'Éclosion                 | David Shayne | Trylle Vilstrup        | 14 mars 2017 (Canada)                     | 14 février 2017              | 0.71                           |
| 67 | 3     | « A Time of Traitors »                       | Un Temps de traîtres       | John Behnke  | Peter Hausner          | 15 mars 2017 (Canada)                     | 15 février 2017              | 0.77                           |
| 68 | 4     | « Scavengers »                               | Les Pilleurs               | Jack Thomas  | Michael Helmuth Hansen | 16 mars 2017 (Canada)                     | 16 février 2017              | 0.77                           |
| 69 | 5     | « A Line in the Sand »                       | La Lame du Temps           | Adam Beechen | Trylle Vilstrup        | 19 mai 2017 (États-Unis)                  | 17 février 2017              | 0.77                           |
| 70 | 6     | « The Attack »                               | L'Attaque                  | Ryan Levin   | Peter Hausner          | 22 mai 2017 (États-Unis)                  | 20 février 2017              | 0.71                           |
| 71 | 7     | « Secrets Discovered »                       | Secrets Dévoilés           | Jack Thomas  | Michael Helmuth Hansen | 23 mai 2017 (États-Unis)                  | 21 février 2017              | 0.93                           |
| 72 | 8     | « Pause and Effect »                         | Quand le temps s'arrête... | John Behnke  | Trylle Vilstrup        | 24 mai 2017 (États-Unis)                  | 22 février 2017              | 0.84                           |
| 73 | 9     | « Out of the Fire and Into the Boiling Sea » | Le Feu et l'Eau            | David Shayne | Peter Hausner          | 25 mai 2017 (États-Unis)                  | 23 février 2017              | 0.85                           |
| 74 | 10    | « Lost in Time »                             | Perdus dans le Temps       | David Shayne | Michael Helmuth Hansen | 26 mai 2017 (États-Unis)                  | 24 février 2017              | 0.75                           |

### Saison 8:Les Fils de Garmadon(2018)
| N° | Part. | Titre original                  | Titre français                | Scénario                           | Réalisation            | Première diffusion en Australie | Première diffusion en France | Audience aux USA (en millions) |
| -- | ----- | ------------------------------- | ----------------------------- | ---------------------------------- | ---------------------- | ------------------------------- | ---------------------------- | ------------------------------ |
| 75 | 1     | « The Mask of Deception »       | Le Masque de la Tromperie     | Kevin & Dan Hageman et Bragi Schut | Peter Hausner          | 20 janvier 2018                 | 23 avril 2018                | 0.50                           |
| 76 | 2     | « The Jade Princess »           | La Princesse de Jade          | Kevin & Dan Hageman et Bragi Schut | Jens Møller            | 27 janvier 2018                 | 23 avril 2018                | 0.46                           |
| 77 | 3     | « The Oni and the Dragon »      | Le Oni et le Dragon           | Kevin & Dan Hageman et Bragi Schut | Trylle Vilstrup        | 3 février 2018                  | 24 avril 2018                | 0.53                           |
| 78 | 4     | « Snake Jaguar »                | Serpent Jaguar                | Kevin & Dan Hageman                | Michael Helmuth Hansen | 10 février 2018                 | 24 avril 2018                | 0.58                           |
| 79 | 5     | « Dead Man's Squall »           | La Bourrasque de l'homme mort | Bragi Schut                        | Frederik Budolph       | 17 février 2018                 | 25 avril 2018                | 0.48                           |
| 80 | 6     | « The Quiet One »               | Le Silencieux                 | Bragi Schut                        | Jens Møller            | 24 février 2018                 | 25 avril 2018                | 0.45                           |
| 81 | 7     | « Game of Masks »               | Jeu de Masques                | Kevin & Dan Hageman                | Trylle Vilstrup        | 3 mars 2018                     | 26 avril 2018                | 0.58                           |
| 82 | 8     | « Dread on Arrival »            | Le terrible avènement         | Kevin & Dan Hageman et Bragi Schut | Michael Helmuth Hansen | 10 mars 2018                    | 26 avril 2018                | 0.39                           |
| 83 | 9     | « True Potential »              | Le Vrai Potentiel             | Kevin & Dan Hageman et Bragi Schut | Jens Møller            | 17 mars 2018                    | 27 avril 2018                | 0.57                           |
| 84 | 10    | « Big Trouble, Little Ninjago » | Petit Ninjago, Gros ennuis    | Kevin & Dan Hageman                | Trylle Vilstrup        | 24 mars 2018                    | 27 avril 2018                | 0.55                           |

### Saison 9:Traqués(2018)
| N° | Part. | Titre original            | Titre français               | Scénario            | Réalisation                             | Première diffusion en Australie / Singapour | Première diffusion en France | Audience aux USA (en millions) |
| -- | ----- | ------------------------- | ---------------------------- | ------------------- | --------------------------------------- | ------------------------------------------- | ---------------------------- | ------------------------------ |
| 85 | 1     | « Firstbourne »           | La Mère de tous les Dragons  | Kevin & Dan Hageman | Peter Hausner                           | 30 juin 2018 (Australie)                    | 29 octobre 2018              | 0.45                           |
| 86 | 2     | « Iron & Stone »          | Le Fer et la Pierre          | Bragi Schut         | Michael Helmuth Hansen                  | 7 juillet 2018 (Australie)                  | 30 octobre 2018              | 0.45                           |
| 87 | 3     | « Radio Free Ninjago »    | Les ondes libres de Ninjago  | Kevin & Dan Hageman | Jens Møller                             | 14 juillet 2018 (Australie)                 | 30 octobre 2018              | 0.45                           |
| 88 | 4     | « How to Build a Dragon » | Comment construire un Dragon | Bragi Schut         | Trylle Vilstrup                         | 10 juillet 2018 (Singapour)                 | 31 octobre 2018              | 0.45                           |
| 89 | 5     | « The Gilded Path »       | Le Chemin Doré               | Bragi Schut         | Michael Helmuth Hansen                  | 11 juillet 2018 (Singapour)                 | 31 octobre 2018              | 0.50                           |
| 90 | 6     | « Two Lies, One Truth »   | Deux mensonges, une vérité   | Kevin & Dan Hageman | Jens Møller                             | 12 juillet 2018 (Singapour)                 | 1er novembre 2018            | 0.50                           |
| 91 | 7     | « The Weakest Link »      | Le Maillon Faible            | Kevin & Dan Hageman | Trylle Vilstrup                         | 13 juillet 2018 (Singapour)                 | 1er novembre 2018            | 0.50                           |
| 92 | 8     | « Saving Faith »          | Sauver Confiance             | Kevin & Dan Hageman | Michael Helmuth Hansen et Peter Hausner | 17 juillet 2018 (Singapour)                 | 2 novembre 2018              | 0.34                           |
| 93 | 9     | « Lessons for a Master »  | Des leçons pour un Maître    | Bragi Schut         | Jens Møller                             | 18 juillet 2018 (Singapour)                 | 2 novembre 2018              | 0.34                           |
| 94 | 10    | « Green Destiny »         | Le Destin du Ninja Vert      | Kevin & Dan Hageman | Peter Hausner                           | 19 juillet 2018 (Singapour)                 | 2 novembre 2018              | 0.34                           |

### Saison 10:La Marche des Onis(2019)
| N° | Part. | Titre original         | Titre français         | Scénario    | Réalisation      | Première diffusion en Nouvelle-Zélande | Première diffusion en France | Audience aux USA (en millions) |
| -- | ----- | ---------------------- | ---------------------- | ----------- | ---------------- | -------------------------------------- | ---------------------------- | ------------------------------ |
| 95 | 1     | « The Darkness Comes » | L'Arrivée des Ténèbres | Bragi Schut | Per Risager      | 19 janvier 2019                        | 20 mai 2019                  | 0.44                           |
| 96 | 2     | « Into the Breach »    | Dans la brèche         | Bragi Schut | Peter Hausner    | 26 janvier 2019                        | 20 mai 2019                  | 0.44                           |
| 97 | 3     | « The Fall »           | La Chute               | Bragi Schut | Frederik Budolph | 2 février 2019                         | 20 mai 2019                  | 0.44                           |
| 98 | 4     | « Endings »            | La Fin                 | Bragi Schut | Peter Hausner    | 9 février 2019                         | 20 mai 2019                  | 0.44                           |

### Saison 11:Les Secrets du Spinjitzu Interdit(2019-2020)

#### Le Chapitre du Feu(2019)
| N°  | Part. | Titre original                         | Titre français                      | Scénario                         | Réalisation     | Première diffusion aux États-Unis | Première diffusion en France | Audience aux USA (en millions) |
| --- | ----- | -------------------------------------- | ----------------------------------- | -------------------------------- | --------------- | --------------------------------- | ---------------------------- | ------------------------------ |
| 99  | 1     | « Wasted True Potential »              | Un potentiel gâché                  | Bragi Schut                      | Wade Cross      | 22 juin 2019                      | 21 octobre 2019              | 0.31                           |
| 100 | 2     | « Questing for Quests »                | En quête d'une quête                | Bragi Schut                      | Daniel Ife      | 22 juin 2019                      | 21 octobre 2019              | 0.30                           |
| 101 | 3     | « A Rocky Start »                      | Première attaque                    | Bragi Schut                      | Shane Poettcker | 29 juin 2019                      | 21 octobre 2019              | 0.32                           |
| 102 | 4     | « The Belly of the Beast »             | Le ventre de la bête                | Bragi Schut                      | Wade Cross      | 29 juin 2019                      | 22 octobre 2019              | 0.31                           |
| 103 | 5     | « Boobytraps and How to Survive Them » | Pièges divers et comment y survivre | Bragi Schut                      | Daniel Ife      | 6 juillet 2019                    | 22 octobre 2019              | 0.22                           |
| 104 | 6     | « The News Never Sleeps! »             | Pas de repos pour l'info            | Bragi Schut                      | Shane Poettcker | 6 juillet 2019                    | 22 octobre 2019              | 0.19                           |
| 105 | 7     | « Ninja vs. Lava »                     | Des Ninjas et de la lave !          | Kevin Burke et Chris "Doc" Wyatt | Wade Cross      | 13 juillet 2019                   | 23 octobre 2019              | 0.41                           |
| 106 | 8     | « Snaketastrophy »                     | Le désastre du serpent              | Kevin Burke et Chris "Doc" Wyatt | Daniel Ife      | 13 juillet 2019                   | 23 octobre 2019              | 0.35                           |
| 107 | 9     | « Powerless »                          | Le Pouvoir perdu                    | Kevin Burke et Chris "Doc" Wyatt | Shane Poettcker | 20 juillet 2019                   | 23 octobre 2019              | 0.24                           |
| 108 | 10    | « Ancient History »                    | Une Histoire ancienne               | Bragi Schut                      | Wade Cross      | 20 juillet 2019                   | 24 octobre 2019              | 0.27                           |
| 109 | 11    | « Never Trust a Human »                | Méfiez-vous des humains             | Bragi Schut                      | Daniel Ife      | 27 juillet 2019                   | 24 octobre 2019              | 0.24                           |
| 110 | 12    | « Under Siege »                        | Assiégés                            | Kevin Burke et Chris "Doc" Wyatt | Shane Poettcker | 27 juillet 2019                   | 24 octobre 2019              | 0.23                           |
| 111 | 13    | « The Explorers Club »                 | Le Club des Explorateurs            | Kevin Burke et Chris "Doc" Wyatt | Wade Cross      | 3 août 2019                       | 25 octobre 2019              | 0.32                           |
| 112 | 14    | « Vengeance is Mine! »                 | À moi la vengeance !                | Bragi Schut                      | Daniel Ife      | 3 août 2019                       | 25 octobre 2019              | 0.27                           |
| 113 | 15    | « A Cold Goodbye »                     | Un adieu glacial                    | Bragi Schut                      | Shane Poettcker | 10 août 2019                      | 25 octobre 2019              | 0.29                           |

#### Le Chapitre de la Glace(2019-2020)
| N°  | Part. | Titre original                | Titre français           | Scénario                         | Réalisation     | Première diffusion en Malaisie / Australie | Première diffusion en France | Audience aux USA (en millions) |
| --- | ----- | ----------------------------- | ------------------------ | -------------------------------- | --------------- | ------------------------------------------ | ---------------------------- | ------------------------------ |
| 114 | 16    | « The Never-Realm »           | Le Royaume de Non-Retour | Bragi Schut                      | Wade Cross      | 16 août 2019 (Malaisie)                    | 23 décembre 2019             | 0.37                           |
| 115 | 17    | « Fire Maker »                | Le Faiseur de Feu        | Bragi Schut                      | Daniel Ife      | 24 août 2019 (Malaisie)                    | 23 décembre 2019             | 0.37                           |
| 116 | 18    | « An Unlikely Ally »          | Un allié inattendu       | Bragi Schut                      | Shane Poettcker | 24 août 2019 (Malaisie)                    | 23 décembre 2019             | 0.34                           |
| 117 | 19    | « The Absolute Worst »        | Le pire de tous !        | Kevin Burke et Chris "Doc" Wyatt | Wade Cross      | 7 septembre 2019 (Malaisie)                | 24 décembre 2019             | 0.34                           |
| 118 | 20    | « The Message »               | Le Message               | Bragi Schut                      | Daniel Ife      | 7 septembre 2019 (Malaisie)                | 24 décembre 2019             | 0.46                           |
| 119 | 21    | « The Traveler's Tree »       | L'Arbre du Voyageur      | Kevin Burke et Chris "Doc" Wyatt | Shane Poettcker | 14 septembre 2019 (Malaisie)               | 24 décembre 2019             | 0.46                           |
| 120 | 22    | « Krag's Lament »             | Pauvre Krag              | Kevin Burke et Chris "Doc" Wyatt | Wade Cross      | 14 septembre 2019 (Malaisie)               | 25 décembre 2019             | 0.42                           |
| 121 | 23    | « Secret of the Wolf »        | Le Secret du Loup        | Matt "Chato" Hill                | Daniel Ife      | 21 septembre 2019 (Malaisie)               | 25 décembre 2019             | 0.42                           |
| 122 | 24    | « The Last of the Formlings » | Le Dernier Métamorphe    | Kevin Burke et Chris "Doc" Wyatt | Daniel Ife      | 21 septembre 2019 (Malaisie)               | 25 décembre 2019             | NC                             |
| 123 | 25    | « My Enemy, My Friend »       | Ami, ennemi              | Bragi Schut                      | Wade Cross      | 14 octobre 2019 (Australie)                | 26 décembre 2019\|           | NC                             |
| 124 | 26    | « The Kaiju Protocol »        | Le Protocole Kaiju       | Kevin Burke et Chris "Doc" Wyatt | Daniel Ife      | 14 octobre 2019 (Australie)                | 26 décembre 2019\|           | NC                             |
| 125 | 27    | « Corruption »                | Corruption               | Bragi Schut                      | Shane Poettcker | 21 octobre 2019 (Australie)                | 26 décembre 2019\|           | NC                             |
| 126 | 28    | « A Fragile Hope »            | Un espoir fragile        | Matt "Chato" Hill                | Wade Cross      | 21 octobre 2019 (Australie)                | 27 décembre 2019\|           | NC                             |
| 127 | 29    | « Once and for All »          | Une fois pour toutes     | Bragi Schut                      | Shane Poettcker | 28 octobre 2019 (Australie)                | 27 décembre 2019\|           | NC                             |
| 128 | 30    | « Awakenings »                | Le Reveil\|              | Bragi Schut                      | Shane Poettcker | 28 octobre 2019 (Australie)                | 27 décembre 2019\|           | NC                             |

### Saison 12:Premier Empire(2020)
| N°  | Part. | Titre original                            | Titre français                               | Scénario                         | Réalisation     | Première diffusion en Asie / Australie | Première diffusion en France | Audience aux USA (en millions) |
| --- | ----- | ----------------------------------------- | -------------------------------------------- | -------------------------------- | --------------- | -------------------------------------- | ---------------------------- | ------------------------------ |
| 129 | 1     | « Would You Like to Enter Prime Empire? » | Désirez-vous entrer dans le Premier Empire ? | Alisha Brophy et Scott Miles     | Wade Cross      | 21 mars 2020 (Asie)                    | 23 octobre 2020              | 0.28                           |
| 130 | 2     | « Dyer Island »                           | L'Île de Dyer                                | Alisha Brophy et Scott Miles     | Daniel Ife      | 21 mars 2020 (Asie)                    | 23 octobre 2020              | 0.23                           |
| 131 | 3     | « Level Thirteen »                        | Niveau Treize                                | Alisha Brophy et Scott Miles     | Shane Poettcker | 29 mars 2020 (Asie)                    | 23 octobre 2020              | 0.22                           |
| 132 | 4     | « Superstar Rockin' Jay »                 | Jay super mégastar                           | Kevin Burke et Chris "Doc" Wyatt | Wade Cross      | 29 mars 2020 (Asie)                    | 23 octobre 2020              | 0.23                           |
| 133 | 5     | « I am Okino »                            | Je m'appelle Okino                           | Kevin Burke et Chris "Doc" Wyatt | Daniel Ife      | 4 avril 2020 (Asie)                    | 23 octobre 2020              | 0.23                           |
| 134 | 6     | « The Glitch »                            | Le Glitch                                    | Bragi Schut                      | Shane Poettcker | 4 avril 2020 (Asie)                    | 23 octobre 2020              | 0.23                           |
| 135 | 7     | « The Cliffs of Hysteria »                | Les Falaises de l'hystérie                   | Bragi Schut                      | Wade Cross      | 11 avril 2020 (Asie)                   | 23 octobre 2020              | 0.14                           |
| 136 | 8     | « The Maze of the Red Dragon »            | Le Dédale du Dragon Rouge                    | Kevin Burke et Chris "Doc" Wyatt | Daniel Ife      | 11 avril 2020 (Asie)                   | 23 octobre 2020              | 0.17                           |
| 137 | 9     | « One Step Forward, Two Steps Back »      | Un pas en avant, deux pas en arrière         | Alisha Brophy et Scott Miles     | Shane Poettcker | 18 avril 2020 (Asie et Asutralie)      | 23 octobre 2020              | 0.20                           |
| 138 | 10    | « Racer Seven »                           | Pilote numéro sept                           | Bragi Schut                      | Wade Cross      | 18 avril 2020 (Asie et Asutralie)      | 23 octobre 2020              | 0.21                           |
| 139 | 11    | « The Speedway Five-Billion »             | Le Grand Prix des cinq milliards             | Bragi Schut                      | Daniel Ife      | 19 avril 2020 (Australie)              | 23 octobre 2020              | 0.25                           |
| 140 | 12    | « Stop, Drop and Side Scroll »            | Plateforme et défillement                    | Alisha Brophy et Scott Miles     | Shane Poettcker | 19 avril 2020 (Australie)              | 23 octobre 2020              | 0.22                           |
| 141 | 13    | « Ninjago Confidential »                  | Pris au piège                                | Kevin Burke et Chris "Doc" Wyatt | Wade Cross      | 25 avril 2020 (Australie)              | 23 octobre 2020              | 0.27                           |
| 142 | 14    | « The Prodigal Father »                   | Le Père Prodige                              | Kevin Burke et Chris "Doc" Wyatt | Daniel Ife      | 25 avril 2020 (Australie)              | 23 octobre 2020              | 0.24                           |
| 143 | 15    | « The Temple of Madness »                 | Le Temple de la Folie                        | Alisha Brophy et Scott Miles     | Shane Poettcker | 26 avril 2020 (Australie)              | 23 octobre 2020              | 0.24                           |
| 144 | 16    | « Game Over »                             | Fin de partie                                | Bragi Schut                      | Wade Cross      | 26 avril 2020 (Australie)              | 23 octobre 2020              | 0.23                           |

### Saison 13:Le Maître de la Montagne(2020)
| N°  | Part. | Titre original             | Titre français                   | Scénario                         | Réalisation     | Première diffusion en Australie | Première diffusion en France | Audience aux USA (en millions) |
| --- | ----- | -------------------------- | -------------------------------- | -------------------------------- | --------------- | ------------------------------- | ---------------------------- | ------------------------------ |
| 145 | 1     | « Shintaro »               | Shintaro                         | Kevin Burke et Chris "Doc" Wyatt | Daniel Ife      | 6 juillet 2020                  | 23 octobre 2020              | 0.18                           |
| 146 | 2     | « Into the Dark »          | Dans les ténèbres                | Kevin Burke et Chris "Doc" Wyatt | Shane Poettcker | 6 juillet 2020                  | 23 octobre 2020              | 0.16                           |
| 147 | 3     | « The Worst Rescue Ever »  | Mission Sauvetage                | Chato Hill                       | Wade Cross      | 7 juillet 2020                  | 23 octobre 2020              | 0.20                           |
| 148 | 4     | « The Two Blades »         | Les Deux Lames                   | Bragi Schut                      | Daniel Ife      | 8 juillet 2020                  | 23 octobre 2020              | 0.22                           |
| 149 | 5     | « Queen of the Munce »     | La Reine des Munces              | Bragi Schut                      | Shane Poettcker | 9 juillet 2020                  | 23 octobre 2020              | 0.15                           |
| 150 | 6     | « Trial By Mino »          | Le Procès du terrible Mino       | Kevin Burke et Chris "Doc" Wyatt | Wade Cross      | 10 juillet 2020                 | 23 octobre 2020              | 0.18                           |
| 151 | 7     | « The Skull Sorcerer »     | Le Sorcier au crâne              | Kevin Burke et Chris "Doc" Wyatt | Daniel Ife      | 13 juillet 2020                 | 23 octobre 2020              | 0.15                           |
| 152 | 8     | « The Real Fall »          | Plus dure sera la chute          | Bragi Schut                      | Shane Poettcker | 14 juillet 2020                 | 23 octobre 2020              | 0.15                           |
| 153 | 9     | « Dungeon Party! »         | La Troupe d'aventuriers          | Kevin Burke et Chris "Doc" Wyatt | Wade Cross      | 15 juillet 2020                 | 23 octobre 2020              | 0.15                           |
| 154 | 10    | « Dungeon Crawl! »         | À travers les souterrains        | Kevin Burke et Chris "Doc" Wyatt | Daniel Ife      | 16 juillet 2020                 | 23 octobre 2020              | 0.17                           |
| 155 | 11    | « Grief-Bringer »          | Grief-Bringer                    | Bragi Schut                      | Shane Poettcker | 17 juillet 2020                 | 23 octobre 2020              | 0.16                           |
| 156 | 12    | « Masters Never Quit »     | Les maîtres n'abandonnent jamais | Bragi Schut                      | Wade Cross      | 20 juillet 2020                 | 23 octobre 2020              | 0.12                           |
| 157 | 13    | « The Darkest Hour »       | Les Heures sombres               | Kevin Burke et Chris "Doc" Wyatt | Daniel Ife      | 21 juillet 2020                 | 23 octobre 2020              | 0.15                           |
| 158 | 14    | « The Ascent »             | La Remontée                      | Bragi Schut                      | Shane Poettcker | 22 juillet 2020                 | 23 octobre 2020              | 0.15                           |
| 159 | 15    | « The Upply Strike Back! » | Les Hauts-nis contre-attaquent ! | Bragi Schut                      | Wade Cross      | 23 juillet 2020                 | 23 octobre 2020              | 0.20                           |
| 160 | 16    | « The Son of Lilly »       | Le Fils de Lilly                 | Bragi Schut                      | Daniel Ife      | 24 juillet 2020                 | 23 octobre 2020              | 0.20                           |

### Mini-saison:L'Île Inconnue(2021)
| N°  | Part. | Titre original                | Titre français             | Scénario                         | Réalisation     | Première diffusion au Canada | Première diffusion en France |
| --- | ----- | ----------------------------- | -------------------------- | -------------------------------- | --------------- | ---------------------------- | ---------------------------- |
| 161 | 1     | « Uncharted »                 | L'Île Inconnue             | Bragi Schut                      | Daniel Ife      | 7 mars 2021                  | 27 février 2021              |
| 162 | 2     | « The Keepers of the Amulet » | Les Gardiens de l'amulette | Kevin Burke et Chris "Doc" Wyatt | Shane Poettcker | 7 mars 2021                  | 27 février 2021              |
| 163 | 3     | « The Gift of Jay »           | Le Don de Jay              | Bragi Schut                      | Wade Cross      | 14 mars 2021                 | 27 février 2021              |
| 164 | 4     | « The Tooth of Wojira »       | La Dent de Wojira          | Kevin Burke et Chris "Doc" Wyatt | Daniel Ife      | 14 mars 2021                 | 27 février 2021              |

### Saison 14:L'Appel de l'Océan(2021)
| N°  | Part. | Titre original                 | Titre français                   | Scénario                         | Réalisation                   | Première diffusion au Canada / Royaume-Uni | Première diffusion en France |
| --- | ----- | ------------------------------ | -------------------------------- | -------------------------------- | ----------------------------- | ------------------------------------------ | ---------------------------- |
| 165 | 1     | « A Big Splash »               | Le Grand Plongeon                | Bragi Schut                      | Shane Poettcker               | 4 avril 2021 (Canada)                      | 21 mai 2021                  |
| 166 | 2     | « The Call of the Deep »       | L'Appel des Profondeurs          | Bragi Schut                      | Wade Cross                    | 4 avril 2021 (Canada)                      | 21 mai 2021                  |
| 167 | 3     | « Unsinkable »                 | Insubmersible                    | Kevin Burke et Chris "Doc" Wyatt | Daniel Ife                    | 11 avril 2021 (Canada)                     | 21 mai 2021                  |
| 168 | 4     | « Five Thousand Fathoms Down » | Dans les Profondeurs de la Terre | Bragi Schut                      | Shane Poettcker               | 11 avril 2021 (Canada)                     | 21 mai 2021                  |
| 169 | 5     | « The Wrath of Kalmaar »       | La Fureur de Kalmaar             | Bragi Schut                      | Wade Cross                    | 18 avril 2021 (Canada)                     | 21 mai 2021                  |
| 170 | 6     | « Long Live the King »         | Longue Vie au Roi !              | Kevin Burke et Chris "Doc" Wyatt | Daniel Ife                    | 18 avril 2021 (Canada)                     | 21 mai 2021                  |
| 171 | 7     | « Escape from Merlopia »       | Mission Évasion                  | Bragi Schut                      | Shane Poettcker               | 25 avril 2021 (Canada)                     | 21 mai 2021                  |
| 172 | 8     | « The Tale of Benthomaar »     | L'Histoire de Benthomaar         | Kevin Burke et Chris "Doc" Wyatt | Wade Cross                    | 25 avril 2021 (Canada)                     | 21 mai 2021                  |
| 173 | 9     | « The Storm Amulet »           | L'Amulette de Foudre             | Bragi Schut                      | Daniel Ife                    | 27 avril 2021 (Royaume-Uni)                | 15 octobre 2021              |
| 174 | 10    | « Riddle of the Sphinx »       | L'Énigme du Sphinx               | Kevin Burke et Chris "Doc" Wyatt | Shane Poettcker               | 27 avril 2021 (Royaume-Uni)                | 15 octobre 2021              |
| 175 | 11    | « Papergirl »                  | La Livreuse de Journaux          | Bragi Schut                      | Wade Cross                    | 28 avril 2021 (Royaume-Uni)                | 15 octobre 2021              |
| 176 | 12    | « Master of the Sea »          | Le Maître des Océans             | Kevin Burke et Chris "Doc" Wyatt | Daniel Ife                    | 28 avril 2021 (Royaume-Uni)                | 15 octobre 2021              |
| 177 | 13    | « The Calm Before the Storm »  | Le calme avant la tempête        | Bragi Schut                      | Shane Poettcker               | 29 avril 2021 (Royaume-Uni)                | 15 octobre 2021              |
| 178 | 14    | « Assault on Ninjago City »    | L'Attaque de Ninjago City        | Kevin Burke et Chris "Doc" Wyatt | Wade Cross                    | 29 avril 2021 (Royaume-Uni)                | 15 octobre 2021              |
| 179 | 15    | « Nyad »                       | Nyad                             | Bragi Schut                      | Daniel Ife                    | 30 avril 2021 (Royaume-Uni)                | 15 octobre 2021              |
| 180 | 16    | « The Turn of the Tide »       | Contre Vent et Marée             | Bragi Schut                      | Wade Cross et Shane Poettcker | 30 avril 2021 (Royaume-Uni)                | 15 octobre 2021              |

### Saison 15:Cristallisés(2022)
| N°  | Part. | Titre original                        | Titre français                   | Scénario                                                         | Réalisation     | Première diffusion aux États-Unis / Asie / Nouvelle-Zélande / Australie | Première diffusion en France |
| --- | ----- | ------------------------------------- | -------------------------------- | ---------------------------------------------------------------- | --------------- | ----------------------------------------------------------------------- | ---------------------------- |
| 181 | 1     | « Farewell the Sea »                  | Changement de cap                | Bragi Schut                                                      | Wade Cross      | 20 mai 2022 (YouTube - États-Unis)                                      | 6 juin 2022                  |
| 182 | 2     | « The Call of Home »                  | L'Appel du coeur                 | Lauren Bradley                                                   | Daniel Ife      | 20 mai 2022 (YouTube - États-Unis)                                      | 6 juin 2022                  |
| 183 | 3     | « The Shape of Nya »                  | La Forme de Nya                  | Kevin Burke et Chris "Doc" Wyatt                                 | Shane Poettcker | 20 mai 2022 (YouTube - États-Unis)                                      | 7 juin 2022                  |
| 184 | 4     | « A Mayor Problem »                   | La Grande Évasion                | Liz Hara                                                         | Wade Cross      | 20 mai 2022 (YouTube - États-Unis)                                      | 8 juin 2022                  |
| 185 | 5     | « Public Enemies 1, 2, 3, 4, and 5! » | Ennemis publics n°1,2,3,4,5      | Lizzi Oyebode                                                    | Daniel Ife      | 20 mai 2022 (YouTube - États-Unis)                                      | 9 juin 2022                  |
| 186 | 6     | « A Painful Promise »                 | Une Promesse douloureuse         | Kevin Burke et Chris "Doc" Wyatt                                 | Shane Poettcker | 20 mai 2022 (YouTube - États-Unis)                                      | 10 juin 2022                 |
| 187 | 7     | « Ninjago City vs. Ninja »            | Le Procès des Ninjas             | Bragi Schut                                                      | Wade Cross      | 20 mai 2022 (YouTube - États-Unis)                                      | 13 juin 2022                 |
| 188 | 8     | « Kryptarium Prison Blues »           | Le blues de Kryptarium           | Kevin Burke et Chris "Doc" Wyatt                                 | Daniel Ife      | 20 mai 2022 (YouTube - États-Unis)                                      | 14 juin 2022                 |
| 189 | 9     | « HoundDog McBrag »                   | SeanDog McFlair                  | Bragi Schut                                                      | Shane Poettcker | 20 mai 2022 (YouTube - États-Unis)                                      | 15 juin 2022                 |
| 190 | 10    | « The Benefit of Grief »              | Les bienfaits du chagrin         | Bragi Schut                                                      | Wade Cross      | 20 mai 2022 (YouTube - États-Unis)                                      | 16 juin 2022                 |
| 191 | 11    | « The Fifth Villain »                 | Le cinquième méchant             | Liz Hara                                                         | Daniel Ife      | 20 mai 2022 (YouTube - États-Unis)                                      | 17 juin 2022                 |
| 192 | 12    | « The Council of the Crystal King »   | Le Conseil du Roi de Cristal     | Bragi Schut                                                      | Shane Poettcker | 20 mai 2022 (YouTube - États-Unis)                                      | 17 juin 2022                 |
| 193 | 13    | « A Sinister Shadow »                 | Une Ombre sinistre               | Kevin Burke et Chris "Doc" Wyatt                                 | Wade Cross      | 10 septembre 2022 (Asie)                                                | 21 octobre 2022              |
| 194 | 14    | « The Spider's Design »               | Le Plan de l'Araignée            | Lauren Bradley                                                   | Daniel Ife      | 11 septembre 2022 (Asie)                                                | 21 octobre 2022              |
| 195 | 15    | « The Fall of the Monastery »         | La Chute du Monastère            | Bragi Schut Histoire écrite par : Lauren Bradley & Lizzi Oyebode | Shane Poettcker | 17 septembre 2022 (Asie)                                                | 21 octobre 2022              |
| 196 | 16    | « Darkness Within »                   | Dans les ténèbres                | Lizzi Oyebode                                                    | Wade Cross      | 18 septembre 2022 (Asie)                                                | 21 octobre 2022              |
| 197 | 17    | « The Coming of the King »            | L'Avènement du Roi               | Kevin Burke et Chris "Doc" Wyatt                                 | Daniel Ife      | 24 septembre 2022 (Asie)                                                | 21 octobre 2022              |
| 198 | 18    | « Return to Primeval's Eye »          | Retour en milieu primitif        | Bragi Schut                                                      | Shane Poettcker | 25 septembre 2022 (Nouvelle-Zélande)                                    | 21 octobre 2022              |
| 199 | 19    | « Crystastrophe »                     | La Cristacatastrophe             | Kevin Burke et Chris "Doc" Wyatt                                 | Wade Cross      | 1er octobre 2022 (Netflix - Australie)                                  | 21 octobre 2022              |
| 200 | 20    | « Christofern »                       | Christofeuille                   | Bragi Schut                                                      | Daniel Ife      | 1er octobre 2022 (Netflix - Australie)                                  | 21 octobre 2022              |
| 201 | 21    | « A Lesson in Anger »                 | La Leçon de Garmadon             | Kevin Burke et Chris "Doc" Wyatt                                 | Shane Poettcker | 1er octobre 2022 (Netflix - Australie)                                  | 21 octobre 2022              |
| 202 | 22    | « Brave But Foolish »                 | Courageux, mais insensé          | Kevin Burke et Chris "Doc" Wyatt                                 | Wade Cross      | 1er octobre 2022 (Netflix - Australie)                                  | 21 octobre 2022              |
| 203 | 23    | « Quittin' Time! »                    | L'Heure de l'abandon             | Bragi Schut                                                      | Daniel Ife      | 1er octobre 2022 (Netflix - Australie)                                  | 21 octobre 2022              |
| 204 | 24    | « Return of the Ice Emperor »         | Le Retour de l'Empereur de Glace | Kevin Burke et Chris "Doc" Wyatt                                 | Shane Poettcker | 1er octobre 2022 (Netflix - Australie)                                  | 21 octobre 2022              |
| 205 | 25    | « Safe Haven »                        | En lieu sûr                      | Bragi Schut                                                      | Wade Cross      | 1er octobre 2022 (Netflix - Australie)                                  | 21 octobre 2022              |
| 206 | 26    | « Compatible »                        | Ensemble                         | Kevin Burke et Chris "Doc" Wyatt                                 | Daniel Ife      | 1er octobre 2022 (Netflix - Australie)                                  | 21 octobre 2022              |
| 207 | 27    | « Distress Calls »                    | Appel de détresse                | Kevin Burke et Chris "Doc" Wyatt                                 | Shane Poettcker | 1er octobre 2022 (Netflix - Australie)                                  | 21 octobre 2022              |
| 208 | 28    | « An Issue of Trust »                 | Question de confiance            | Bragi Schut                                                      | Wade Cross      | 1er octobre 2022 (Netflix - Australie)                                  | 21 octobre 2022              |
| 209 | 29    | « Dragon Form »                       | La Forme Dragon                  | Bragi Schut                                                      | Daniel Ife      | 1er octobre 2022 (Netflix - Australie)                                  | 21 octobre 2022              |
| 210 | 30    | « Roots »                             | Racines                          | Bragi Schut                                                      | Shane Poettcker | 1er octobre 2022 (Netflix - Australie)                                  | 21 octobre 2022              |

## Ninjago: Les Maîtres du Spinjitzu(Bonus) - Liste des épisodes

### Mini-movies(2011)
Ces Mini-movies ont été diffusés en 2011 et montrent la vie des ninjas entre l'épisode pilote et la Saison 1. Ils montrent également comment Lord Garmadon a été banni dans le Monde des Ténèbres et comment il en as pris le contrôle.
| Part. | Titre original                   | Titre français                               | Scénario          | Réalisation            | Première diffusion aux États-Unis | Première diffusion en France |
| ----- | -------------------------------- | -------------------------------------------- | ----------------- | ---------------------- | --------------------------------- | ---------------------------- |
| 1     | « Secrets of the Blacksmith »    | Les secrets de l'atelier du maréchal-ferrant | Tommy Andreasen   | Peter Dodd             | 21 novembre 2011                  | 2011                         |
| 2     | « Flight of the Dragon Ninja »   | Le vol du Dragon Ninja                       | Tommy Andreasen   | Peter Dodd             | 22 novembre 2011                  | 2011                         |
| 3     | « The New Masters of Spinjitzu » | Les nouveaux maîtres du Spinjitzu            | Tommy Andreasen   | Peter Dodd             | 23 novembre 2011                  | 2011                         |
| 4     | « An Underworldly Takeover »     | Une prise de pouvoir ténébreuse              | Tommy Andreasen   | Michael Helmuth Hansen | 24 novembre 2011                  | 2011                         |
| 5     | « Return to the Fire Temple »    | Retour au Temple du Feu                      | William Thorogood | Michael Helmuth Hansen | 25 novembre 2011                  | 2011                         |
| 6     | « Battle Between Brothers »      | Les frères ennemis                           | Brian Ellis       | Michael Helmuth Hansen | 2 décembre 2011                   | 2011                         |

### Chen mini-movies(2015)
Chen mini-movies est une suite de minisodes non-canon qui se déroulent avant la Saison 4 et met en avant Maître Chen et Clouse.
| Part. | Titre original                 | Scénario       | Réalisation              | Première diffusion aux États-Unis | Première diffusion en France (Sur YouTube) |
| ----- | ------------------------------ | -------------- | ------------------------ | --------------------------------- | ------------------------------------------ |
| 1     | « Chen's New Chair »           | Jeppe Sandholt | Sanne Dirckinck-Holmfeld | 14 juillet 2015                   | 16 juillet 2015                            |
| 2     | « Chair Play Chen »            | Jeppe Sandholt | Claus Darholt            | 25 juillet 2015                   | 27 juillet 2015                            |
| 3     | « Chair Up Chen »              | Jeppe Sandholt | Rolf Krarup              | 8 juin 2015,                      | 8 juin 2015,                               |
| 4     | « Chairful What You Wish For » | Jeppe Sandholt | Sanne Dirckinck-Holmfeld | 8 juin 2015,                      | 8 juin 2015,                               |
| 5     | « Bad Chair Day »              | Jeppe Sandholt | Jeppe Sandholt           | 1er août 2015                     | 9 septembre 2015                           |

### Les Grands récits(2016)
Les Grands récits est une suite de minisodes qui raconte des « backstories » des différents membres de l'équipage de Nadakhan sur le Vaisseau de la Malédiction. Cependant, d'après Tommy Andreasen, ces minisodes ne sont pas canon.
| Part. | Titre original                         | Titre français                     | Scénario | Réalisation | Première diffusion aux États-Unis | Première diffusion en France (Sur YouTube) |
| ----- | -------------------------------------- | ---------------------------------- | -------- | ----------- | --------------------------------- | ------------------------------------------ |
| 1     | « The Tall Tale of Flintlocke »        | Le grand récit de Flintlocke       | Inconnu  | Inconnu     | 13 février 2016                   | 13 février 2016                            |
| 2     | « The Tall Tale of Clancee »           | Le grand récit de Clancee          | Inconnu  | Inconnu     | 1er mars 2016                     | 1er mars 2016                              |
| 3     | « The Tall Tale of Doubloon »          | Le grand récit de Doublon          | Inconnu  | Inconnu     | 14 mars 2016                      | 14 mars 2016                               |
| 4     | « The Tall Tale of Dogshank »          | Le grand récit de Dogshank         | Inconnu  | Inconnu     | 2 avril 2016                      | 2 avril 2016                               |
| 5     | « The Tall Tale of Monkey Wretch »     | Le grand récit de Robot Singe      | Inconnu  | Inconnu     | 20 avril 2016                     | 20 avril 2016                              |
| 6     | « The Tall Tale of Squiffy and Bucko » | Le grand récit de Squiffy et Bucko | Inconnu  | Inconnu     | 27 avril 2016                     | 27 avril 2016                              |

### Operation Heavy Metal(2017)
Operation: Heavy Metal est une suite de 4 minisodes qui se focus sur les généraux de l'armée Vermillion. Ces minisodes sont canons à la série et prennent places pendant la Saison 7. Ils ont été initialement diffusé en chinois le 23 mai 2017, mais Tommy Andreasen les as finalement publié en anglais sur Twitter.
| Part. | Titre original                         | Scénario | Réalisation | Première diffusion aux États-Unis                                 | Première diffusion en France (Sur Twitter)                        |
| ----- | -------------------------------------- | -------- | ----------- | ----------------------------------------------------------------- | ----------------------------------------------------------------- |
| 1     | « Operation Heavy Metal: Machia »      | Inconnu  | Inconnu     | 23 mai 2017 (version chinoise) 28 octobre 2022 (version anglaise) | 23 mai 2017 (version chinoise) 28 octobre 2022 (version anglaise) |
| 2     | « Operation Heavy Metal: Buffmillion » | Inconnu  | Inconnu     | 23 mai 2017 (version chinoise) 20 janvier 2023 (version anglaise) | 23 mai 2017 (version chinoise) 20 janvier 2023 (version anglaise) |
| 3     | « Operation Heavy Metal: Blunck »      | Inconnu  | Inconnu     | 23 mai 2017 (version chinoise) 26 octobre 2022 (version anglaise) | 23 mai 2017 (version chinoise) 26 octobre 2022 (version anglaise) |
| 4     | « Operation Heavy Metal: Raggmunk »    | Inconnu  | Inconnu     | 23 mai 2017 (version chinoise) 28 février 2023 (version anglaise) | 23 mai 2017 (version chinoise) 28 février 2023 (version anglaise) |

### Samurai X Rising(2017)
Samurai X Rising est un minisode, publié sur le site de Ninjago et sur la chaîne YouTube de LEGO, qui se déroule entre les épisodes Secrets Dévoilés et Quand le temps s'arrête... de la Saison 7. Le minisode se focus sur le nouveau Samurai X.
| Part. | Titre original       | Scénario | Réalisation | Première diffusion aux États-Unis | Première diffusion en France (Sur YouTube) |
| ----- | -------------------- | -------- | ----------- | --------------------------------- | ------------------------------------------ |
| —     | « Samurai X Rising » | Inconnu  | Inconnu     | 3 février 2017                    | 3 février 2017                             |

### Les thés de Wu(2017)
Les thés de Wu est une suite de 20 minisodes Ninjago. Ils se focus sur le nouveau salon de thé de Wu « Réinfusion de Sagesse » et leur concurrent avec le coffee shop. Les minisodes peuvent être visionné dans une compilation de 20 minutes ou en 20 minisodes individuels mais ils ne sont pas canon. Ces minisodes ont été publiés le 13 juillet 2017.
| Part. | Titre original             | Titre français                   | Scénario       | Réalisation                   | Première diffusion aux États-Unis (Sur YouTube) | Première diffusion en France (Sur YouTube) |
| ----- | -------------------------- | -------------------------------- | -------------- | ----------------------------- | ----------------------------------------------- | ------------------------------------------ |
| 1     | « Secret Teas »            | Des thés inconnus                | Jordan Dunn    | Anne-Marie Solling Kristensen | 13 juillet 2017                                 | 13 juillet 2017                            |
| 2     | « Spinny Sign »            | Le défi                          | Jordan Dunn    | Benjamin Brokop               | 13 juillet 2017                                 | 13 juillet 2017                            |
| 3     | « Music Night: Part I »    | Soirée musicale, première partie | Jordan Dunn    | Emma Hjulmand Nielsen         | 13 juillet 2017                                 | 13 juillet 2017                            |
| 4     | « Music Night: Part II »   | Soirée musicale, deuxième partie | Jordan Dunn    | Kenneth Bonde                 | 13 juillet 2017                                 | 13 juillet 2017                            |
| 5     | « Names »                  | Trou de mémoire                  | Jordan Dunn    | Kristian Haskjold             | 13 juillet 2017                                 | 13 juillet 2017                            |
| 6     | « Funny Guys »             | Le beau Jay                      | Michael Kvamme | Mads Buch                     | 13 juillet 2017                                 | 13 juillet 2017                            |
| 7     | « Inspection Day »         | Le jour de l'inspection          | Michael Kvamme | Michael Helmuth Hansen        | 13 juillet 2017                                 | 13 juillet 2017                            |
| 8     | « Panda-Monium »           | Panda-monium                     | Michael Kvamme | Per During Risager            | 13 juillet 2017                                 | 13 juillet 2017                            |
| 9     | « Remote Control Zane »    | Zane sous-contrôle               | Michael Kvamme | Per During Risager            | 13 juillet 2017                                 | 13 juillet 2017                            |
| 10    | « Trojan Tea Kettle »      | La Bouilloire de Troie           | Michael Kvamme | Per During Risager            | 13 juillet 2017                                 | 13 juillet 2017                            |
| 11    | « Mystery Dust »           | Poussière mystérieuse            | Mark Lester    | Peter Egeberg                 | 13 juillet 2017                                 | 13 juillet 2017                            |
| 12    | « Cool-Headed Kai »        | Kai zen                          | Mark Lester    | Peter Hausner                 | 13 juillet 2017                                 | 13 juillet 2017                            |
| 13    | « Undercover Zane »        | Sous couverture                  | Mark Lester    | Peter Hausner                 | 13 juillet 2017                                 | 13 juillet 2017                            |
| 14    | « Lloyd's Late »           | Lloyd est en retard              | Mark Lester    | Peter Hausner                 | 13 juillet 2017                                 | 13 juillet 2017                            |
| 15    | « Steep Surveillance »     | Sous haute surveillance          | Mark Lester    | Rene Madsen                   | 13 juillet 2017                                 | 13 juillet 2017                            |
| 16    | « The Coin Toss »          | Pile ou face                     | Steven Wilson  | Rene Madsen                   | 13 juillet 2017                                 | 13 juillet 2017                            |
| 17    | « Nya's Mural »            | La fresque de Nya                | Steven Wilson  | Rolf Krarup                   | 13 juillet 2017                                 | 13 juillet 2017                            |
| 18    | « Zaney Chess Game »       | Le jeu d'échecs                  | Steven Wilson  | Trylle Vilstrup               | 13 juillet 2017                                 | 13 juillet 2017                            |
| 19    | « The Taste Test »         | Le Prix de la Tasse d'Or         | Steven Wilson  | Trylle Vilstrup               | 13 juillet 2017                                 | 13 juillet 2017                            |
| 20    | « A Beautiful Friendship » | Une belle amitié                 | Steven Wilson  | Trylle Vilstrup               | 13 juillet 2017                                 | 13 juillet 2017                            |

### Ninjago: Decoded(2017-2018)
Ninjago: Decoded est une courte série qui a été diffusé de novembre 2017 à janvier 2018. Elle prends place chronologiquement avant la Saison 8. Ces minisodes recyclent des scènes de la Saison 7 avec des voix de doublages différentes, ainsi que des extraits des épisodes précédents. Ces minisodes peuvent être considérés comme canon selon Tommy Andreasen.
| Part. | Titre original                  | Scénario                                                  | Réalisation                   | Première diffusion aux États-Unis | Première diffusion en France (Sur YouTube) |
| ----- | ------------------------------- | --------------------------------------------------------- | ----------------------------- | --------------------------------- | ------------------------------------------ |
| 1     | « Legacy »                      | L'équipe d'écriture de Psychic Bunny                      | Asa Tait et J. Rick Castañeda | 27 novembre 2017                  | 13 janvier 2018                            |
| 2     | « Vehicles and Mechs »          | L'équipe d'écriture de Psychic Bunny et Joey Clift        | Asa Tait et J. Rick Castañeda | 4 décembre 2017                   | 13 janvier 2018                            |
| 3     | « Legendary Places »            | L'équipe d'écriture de Psychic Bunny                      | Asa Tait et J. Rick Castañeda | 11 décembre 2017                  | 13 janvier 2018                            |
| 4     | « Ninjago's Most Wanted »       | L'équipe d'écriture de Psychic Bunny                      | Asa Tait et J. Rick Castañeda | 18 décembre 2017                  | 13 janvier 2018                            |
| 5     | « The Digiverse And Beyond »    | L'équipe d'écriture de Psychic Bunny et Joey Clift        | Asa Tait et J. Rick Castañeda | 25 décembre 2017                  | 13 janvier 2018                            |
| 6     | « The Elemental Masters »       | L'équipe d'écriture de Psychic Bunny                      | Asa Tait et J. Rick Castañeda | 1er janvier 2018                  | 13 janvier 2018                            |
| 7     | « Beasts and Dragons »          | L'équipe d'écriture de Psychic Bunny et Joey Clift        | Asa Tait et J. Rick Castañeda | 8 janvier 2018                    | 13 janvier 2018                            |
| 8     | « Rise of Garmadon »            | L'équipe d'écriture de Psychic Bunny                      | Asa Tait et J. Rick Castañeda | 15 janvier 2018                   | 13 janvier 2018                            |
| 9     | « Prophecy of the Green Ninja » | L'équipe d'écriture de Psychic Bunny et J. Rick Castañeda | Asa Tait et J. Rick Castañeda | 22 janvier 2018                   | 13 janvier 2018                            |
| 10    | « Greatest Battles »            | L'équipe d'écriture de Psychic Bunny                      | Asa Tait et J. Rick Castañeda | 29 janvier 2018                   | 13 janvier 2018                            |

### Les Contes du Monastère du Spinjitzu(2018)
Les Contes du Monastère du Spinzitsu Spinjitzu est une suite de 6 minisodes canon venant du site Lego publié le 19 décembre 2018 et fait pour promouvoir le set de construction Lego Ninjago Legacy. Certains sont des flashback et d'autres prennent place entre les saisons 9 et 10.
| Part. | Titre original        | Titre français             | Scénario        | Réalisation              | Première diffusion aux États-Unis | Première diffusion en France (Sur YouTube) |
| ----- | --------------------- | -------------------------- | --------------- | ------------------------ | --------------------------------- | ------------------------------------------ |
| 1     | « Master Class »      | Cours supplémentaire       | Tommy Andreasen | Rolf Rolf                | 19 décembre 2018                  | 9 février 2019                             |
| 2     | « Green and Gold »    | Le dragon suprême          | Tommy Andreasen | Benjamin Brokop          | 19 décembre 2018                  | 10 février 2019                            |
| 3     | « The Weekend Drill » | Deux grands méchants       | Tommy Andreasen | Jeppe Sandholt           | 19 décembre 2018                  | 1er février 2019                           |
| 4     | « Elemental Rider »   | Les véhicules élémentaires | Tommy Andreasen | Sanne Dirckinck-Holmfeld | 19 décembre 2018                  | 2 février 2019                             |
| 5     | « Blue Lightning »    | Titre français inconnu     | Tommy Andreasen | Peter Egeberg            | 19 décembre 2018                  | 3 février 2019                             |
| 6     | « Samurai X-Treme »   | Le Samouraï X              | Tommy Andreasen | Peter Egeberg            | 19 décembre 2018                  | 8 février 2019                             |

### Premier Empire Épisodes originaux(2020)
Premier Empire Épisodes originaux est une suite de 6 minisodes canon qui ont été publié sur la chaîne YouTube Lego qui précède la diffusion de la Saison 12 appelé « Premier Empire ».
| Part. | Titre original                      | Titre français                    | Scénario                     | Réalisation          | Première diffusion aux États-Unis (Sur YouTube) | Première diffusion en France (Sur YouTube) |
| ----- | ----------------------------------- | --------------------------------- | ---------------------------- | -------------------- | ----------------------------------------------- | ------------------------------------------ |
| 1     | « Let's Dance »                     | Titre français inconnu            | Alisha Brophy et Scott Miles | Jennifer Gugliemucci | 7 janvier 2020                                  | 7 janvier 2020                             |
| 2     | « Upgrade »                         | Mise à jour !                     | Alisha Brophy et Scott Miles | Joel Salasay         | 13 janvier 2020                                 | 13 janvier 2020                            |
| 3     | « The Meaning of Victory » (Part 1) | Le sens de la victoire (Partie 1) | Chato Hill                   | Clint Gamble         | 28 février 2020                                 | 28 février 2020                            |
| 4     | « The Stowaway » (Part 2)           | Le voyageur clandestin (Partie 2) | Chato Hill                   | Juan Franzius        | 2 mars 2020                                     | 2 mars 2020                                |
| 5     | « Manhunt » (Part 3)                | La chasse à l'homme (Partie 3)    | Chato Hill                   | Ashley Lynch         | 3 mars 2020                                     | 3 mars 2020                                |
| 6     | « Gayle Gossip: A Closer Look »     | Gayle Gossip : L'enquête          | Alisha Brophy et Scott Miles | Daniel Ife           | 21 avril 2020                                   | 21 avril 2020                              |

### Ninjago: Réimaginer(2021)
Ninjago : Réimaginer est une suite de 5 minisodes publiés sur la chaîne YouTube Lego pour fêter le 10e anniversaire de Ninjago en utilisant divers styles d'animation. Le dernier minisode « Golden Hour » est considéré comme le seul a être canon à la série, selon Kevin Burke et Chris "Doc" Wyatt.
| Part. | Titre original                          | Titre français                 | Scénario                                                                                        | Réalisation   | Première diffusion aux États-Unis (Sur YouTube) | Première diffusion en France (Sur YouTube) |
| ----- | --------------------------------------- | ------------------------------ | ----------------------------------------------------------------------------------------------- | ------------- | ----------------------------------------------- | ------------------------------------------ |
| 1     | « Golden Legend »                       | Légende dorée                  | Mikkel Okholm, Ben Marsaud, Kevin Burke et Chris "Doc" Wyatt                                    | Ben Marsaud   | 23 avril 2021                                   | 23 avril 2021                              |
| 2     | « Gold Rush »                           | Ruée vers l'or                 | Andrew Chesworth, Frank Gibson, Noelle Raffaele, Shaofu Zhang, Kevin Burke et Chris "Doc" Wyatt | Shaofu Zhang  | 30 avril 2021                                   | 30 avril 2021                              |
| 3     | « A Day in the Life of a Golden Ninja » | Un jour dans la vie d'un ninja | Ridd Sorensen, Kevin Burke et Chris "Doc" Wyatt                                                 | Ridd Sorensen | 7 mai 2021                                      | 7 mai 2021                                 |
| 4     | « Sweatin' to the Goldies »             | Une chanson en or              | Kevin Burke et Chris "Doc" Wyatt                                                                | Rich Johnson  | 14 mai 2021                                     | 14 mai 2021                                |
| 5     | « Golden Hour »                         | L'heure d'or                   | Ryan Estabrooks, Kevin Burke et Chris "Doc" Wyatt                                               | CC Pixels     | 16 mai 2021 (Roku TV) 21 mai 2021 (YouTube)     | 21 mai 2021                                |

### Les vertus du Spinjitzu(2022)
Les vertus du Spinjitzu met en avant Maître Wu qui apprends aux ninjas les 6 vertus fondamentales du Spinjitzu. Ces minisodes sont considérés comme non-canon selon Tommy Andreasen.
| Part. | Titre original | Titre français | Scénario                         | Réalisation     | Première diffusion aux États-Unis (Sur YouTube) | Première diffusion en France (Sur YouTube) |
| ----- | -------------- | -------------- | -------------------------------- | --------------- | ----------------------------------------------- | ------------------------------------------ |
| 1     | « Curiosity »  | La Curiosité   | Kevin Burke et Chris "Doc" Wyatt | Shane Poettcker | 11 janvier 2022                                 | 11 janvier 2022                            |
| 2     | « Balance »    | L'Équilibre    | Kevin Burke et Chris "Doc" Wyatt | Juan Franzius   | 18 janvier 2022                                 | 18 janvier 2022                            |
| 3     | « Wisdom »     | La Sagesse     | Kevin Burke et Chris "Doc" Wyatt | Wade Cross      | 25 janvier 2022                                 | 25 janvier 2022                            |
| 4     | « Honesty »    | L'Honnêteté    | Kevin Burke et Chris "Doc" Wyatt | Wade Cross      | 1er février 2022                                | 1er février 2022                           |
| 5     | « Generosity » | La Générosité  | Kevin Burke et Chris "Doc" Wyatt | Shane Poettcker | 8 février 2022                                  | 8 février 2022                             |
| 6     | « Courage »    | Le Courage     | Kevin Burke et Chris "Doc" Wyatt | Juan Franzius   | 15 février 2022                                 | 15 février 2022                            |

## Ninjago: Le Soulèvement des Dragons- Liste des épisodes

### Saison 1(2023)
| N°       | Part.    | Titre original                         | Titre français                  | Scénario                         | Réalisation     | Première diffusion aux États-Unis / Corée / Inde | Première diffusion en France (Sur Okoo) |
| Partie 1 | Partie 1 | Partie 1                               | Partie 1                        | Partie 1                         | Partie 1        | Partie 1                                         | Partie 1                                |
| -------- | -------- | -------------------------------------- | ------------------------------- | -------------------------------- | --------------- | ------------------------------------------------ | --------------------------------------- |
| 1        | 1        | « The Merge: Part I »                  | La Fusion, première partie      | Kevin Burke et Chris "Doc" Wyatt | Daniel Ife      | 1er juin 2023 (Netflix - États-Unis)             | 1er juin 2023                           |
| 2        | 2        | « The Merge: Part II »                 | La Fusion, deuxième partie      | Kevin Burke et Chris "Doc" Wyatt | Shane Poettcker | 1er juin 2023 (Netflix - États-Unis)             | 1er juin 2023                           |
| 3        | 3        | « Crossroads Carnival »                | Le Carnaval de la Jonction      | Hanah Lee Cook                   | Daniel Ife      | 1er juin 2023 (Netflix - États-Unis)             | 1er juin 2023                           |
| 4        | 4        | « Beyond Madness »                     | Au-delà de la folie             | Kevin Burke et Chris "Doc" Wyatt | Shane Poettcker | 1er juin 2023 (Netflix - États-Unis)             | 1er juin 2023                           |
| 5        | 5        | « Writers of Destiny »                 | Les Écrivains de la Destinée    | Kevin Burke et Chris "Doc" Wyatt | Daniel Ife      | 1er juin 2023 (Netflix - États-Unis)             | 1er juin 2023                           |
| 6        | 6        | « Return to Imperium »                 | Retour à Impérium               | Liz Hara                         | Shane Poettcker | 1er juin 2023 (Netflix - États-Unis)             | 1er juin 2023                           |
| 7        | 7        | « Mindless Beasts »                    | Des créatures stupides          | Eugene Son                       | Daniel Ife      | 1er juin 2023 (Netflix - États-Unis)             | 1er juin 2023                           |
| 8        | 8        | « I Will Be the Danger »               | Le danger c'est moi             | Kevin Burke et Chris "Doc" Wyatt | Shane Poettcker | 1er juin 2023 (Netflix - États-Unis)             | 1er juin 2023                           |
| 9        | 9        | « The Calm Inside »                    | La Paix Intérieure              | Kevin Burke et Chris "Doc" Wyatt | Daniel Ife      | 1er juin 2023 (Netflix - États-Unis)             | 1er juin 2023                           |
| 10       | 10       | « The Battle of the Second Monastery » | La Bataille du Second Monastère | Kevin Burke et Chris "Doc" Wyatt | Shane Poettcker | 1er juin 2023 (Netflix - États-Unis)             | 1er juin 2023                           |
| Partie 2 |          |                                        |                                 |                                  |                 |                                                  |                                         |
| 11       | 11       | « The Temple of the Dragon Cores »     | Le Temple des Cœurs de Dragons  | Kevin Burke et Chris "Doc" Wyatt | Daniel Ife      | 28 août 2023 (Corée)                             | 12 octobre 2023                         |
| 12       | 12       | « Gangs of the Sea »                   | Le Gang des Mers                | Eugene Son                       | Shane Poettcker | 4 septembre 2023 (Corée)                         | 12 octobre 2023                         |
| 13       | 13       | « Wyldly Inappropriate »               | Mauvaises blagues               | Liz Hara                         | Daniel Ife      | 11 septembre 2023 (Corée)                        | 12 octobre 2023                         |
| 14       | 14       | « The Last Djinn »                     | Le Dernier Djinn                | Hanah Lee Cook                   | Shane Poettcker | 18 septembre 2023 (Corée)                        | 12 octobre 2023                         |
| 15       | 15       | « They Call It Doom »                  | On appelle ça la malédiction    | Kevin Burke et Chris "Doc" Wyatt | Daniel Ife      | 27 septembre 2023 (Disney+ Hotstar - Inde)       | 12 octobre 2023                         |
| 16       | 16       | « Land of Lost Things »                | La Terre des Égarés             | Glen Lakin                       | Shane Poettcker | 12 octobre 2023 (Netflix - États-Unis)           | 19 octobre 2023                         |
| 17       | 17       | « The Administration »                 | L'Administration                | Eugene Son                       | Daniel Ife      | 12 octobre 2023 (Netflix - États-Unis)           | 19 octobre 2023                         |
| 18       | 18       | « Absolute Power »                     | Le Pouvoir Absolu               | Hanah Lee Cook                   | Shane Poettcker | 12 octobre 2023 (Netflix - États-Unis)           | 19 octobre 2023                         |
| 19       | 19       | « We Are All Dragons »                 | Tous des Dragons                | Liz Hara                         | Daniel Ife      | 12 octobre 2023 (Netflix - États-Unis)           | 19 octobre 2023                         |
| 20       | 20       | « The Power Within »                   | Le Pouvoir du Cœur              | Kevin Burke et Chris "Doc" Wyatt | Shane Poettcker | 12 octobre 2023 (Netflix - États-Unis)           | 19 octobre 2023                         |

### Saison 2(2024)
| N°       | Part.    | Titre original                 | Titre français                      | Scénario                         | Réalisation                   | Première diffusion aux États-Unis | Première diffusion en France (Sur Okoo) |
| Partie 1 | Partie 1 | Partie 1                       | Partie 1                            | Partie 1                         | Partie 1                      | Partie 1                          | Partie 1                                |
| -------- | -------- | ------------------------------ | ----------------------------------- | -------------------------------- | ----------------------------- | --------------------------------- | --------------------------------------- |
| 21       | 1        | « The Blood Moon »             | La Lune de Sang                     | Kevin Burke et Chris "Doc" Wyatt | Daniel Ife                    | 4 avril 2024 (Netflix)            | 31 mars 2024                            |
| 22       | 2        | « Shattered Dreams »           | Des rêves détruits                  | Liz Hara                         | Allan Phan et Shane Poettcker | 4 avril 2024 (Netflix)            | 31 mars 2024                            |
| 23       | 3        | « Beyond the Phantasm Cave »   | La Grotte aux Illusions             | Tanya Yuson                      | Daniel Ife                    | 4 avril 2024 (Netflix)            | 31 mars 2024                            |
| 24       | 4        | « Force From the East »        | La Force venue de l'Est             | Hanah Lee Cook                   | Allan Phan et Shane Poettcker | 4 avril 2024 (Netflix)            | 31 mars 2024                            |
| 25       | 5        | « The Spell at the Waterfall » | Le Sort de la Cascade               | Kevin Burke et Chris "Doc" Wyatt | Daniel Ife                    | 4 avril 2024 (Netflix)            | 31 mars 2024                            |
| 26       | 6        | « To Mysterium »               | En route pour Mystérium             | Eugene Son                       | Shane Poettcker               | 4 avril 2024 (Netflix)            | 7 avril 2024                            |
| 27       | 7        | « Fugitives From Madness »     | Les Fugitifs du Royaume de la Folie | Kevin Burke et Chris "Doc" Wyatt | Daniel Ife                    | 4 avril 2024 (Netflix)            | 7 avril 2024                            |
| 28       | 8        | « Secrets of the Wyldness »    | Les Secrets des Terres de Lave      | Liz Hara                         | Shane Poettcker               | 4 avril 2024 (Netflix)            | 7 avril 2024                            |
| 29       | 9        | « The Forest of Spirits »      | La Forêt des Esprits                | Hanah Lee Cook                   | Daniel Ife                    | 4 avril 2024 (Netflix)            | 7 avril 2024                            |
| 30       | 10       | « Rising Ninja »               | Ninja Rebelle                       | Kevin Burke et Chris "Doc" Wyatt | Shane Poettcker               | 4 avril 2024 (Netflix)            | 7 avril 2024                            |
| Partie 2 |          |                                |                                     |                                  |                               |                                   |                                         |
| 31       | 11       | « The Shape of Motion »        | La Forme du Mouvement               | Kevin Burke et Chris "Doc" Wyatt | Daniel Ife                    | 25 juillet 2024 (Peacock)         | 1er octobre 2023                        |
| 32       | 12       | « Enter the City of Temples »  | Bienvenue dans la Cité des Temples  | Liz Hara                         | Shane Poettcker               | 25 juillet 2024 (Peacock)         | 1er octobre 2023                        |
| 33       | 13       | « They Gather for the Feast »  | Le Festin de Bienvenue              | Kevin Burke et Chris "Doc" Wyatt | Daniel Ife                    | 25 juillet 2024 (Peacock)         | 1er octobre 2023                        |
| 34       | 14       | « Inside the Maze »            | Le Labyrinthe                       | Eugene Son                       | Shane Poettcker               | 25 juillet 2024 (Peacock)         | 1er octobre 2023                        |
| 35       | 15       | « United We Fall »             | Unis dans l'adversité               | Tanya Yuson                      | Daniel Ife                    | 25 juillet 2024 (Peacock)         | 1er octobre 2023                        |
| 36       | 16       | « Truth and Lies »             | Vérité et mensonges                 | Kevin Burke et Chris "Doc" Wyatt | Shane Poettcker               | 25 juillet 2024 (Peacock)         | 8 octobre 2023                          |
| 37       | 17       | « The Sword Shatters »         | L'Épée Brisée                       | Glen Lakin                       | Daniel Ife                    | 25 juillet 2024 (Peacock)         | 8 octobre 2023                          |
| 38       | 18       | « Clues and Suspects »         | Des indices et des suspects         | Liz Hara                         | Shane Poettcker               | 25 juillet 2024 (Peacock)         | 8 octobre 2023                          |
| 39       | 19       | « The Final Game »             | Le Combat Final                     | Eugene Son                       | Daniel Ife                    | 25 juillet 2024 (Peacock)         | 8 octobre 2023                          |
| 40       | 20       | « Elements of Betrayal »       | Trahison élémentaire                | Kevin Burke et Chris "Doc" Wyatt | Shane Poettcker               | 25 juillet 2024 (Peacock)         | 8 octobre 2023                          |

### Saison 3(2025)
| N°       | Part.    | Titre original                           | Titre français                 | Scénario                         | Réalisation     | Première diffusion aux États-Unis | Première diffusion en France (Sur Okoo) |
| Partie 1 | Partie 1 | Partie 1                                 | Partie 1                       | Partie 1                         | Partie 1        | Partie 1                          | Partie 1                                |
| -------- | -------- | ---------------------------------------- | ------------------------------ | -------------------------------- | --------------- | --------------------------------- | --------------------------------------- |
| 41       | 1        | « The Missing »                          | Les Disparus                   | Kevin Burke et Chris "Doc" Wyatt | Daniel Ife      | 17 avril 2025 (Netflix)           | 11 avril 2025                           |
| 42       | 2        | « The Ultimate Object of Admiration »    | L'Objet d'Admiration Ultime    | Liz Hara                         | Shane Poettcker | 17 avril 2025 (Netflix)           | 11 avril 2025                           |
| 43       | 3        | « The Spectral Lands »                   | Les Terres Spectrales          | Hanah Lee Cook                   | Daniel Ife      | 17 avril 2025 (Netflix)           | 17 avril 2025                           |
| 44       | 4        | « The Great Zane Robbery »               | L’attaque du Zane-Express      | Eugene Son                       | Shane Poettcker | 17 avril 2025 (Netflix)           | 17 avril 2025                           |
| 45       | 5        | « I Alone Can Save Them »                | Le seul à pouvoir les sauver   | Kevin Burke et Chris "Doc" Wyatt | Daniel Ife      | 17 avril 2025 (Netflix)           | 17 avril 2025                           |
| 46       | 6        | « Fallen Wishes »                        | Des vœux désespérés            | Liz Hara                         | Shane Poettcker | 17 avril 2025 (Netflix)           | 24 avril 2025                           |
| 47       | 7        | « Their Draconic Majesty’s Request »     | La demande de Sa Majesté       | Eugene Son                       | Daniel Ife      | 17 avril 2025 (Netflix)           | 24 avril 2025                           |
| 48       | 8        | « Crashing Together »                    | Des retrouvailles fracassantes | Glen Lakin                       | Shane Poettcker | 17 avril 2025 (Netflix)           | 24 avril 2025                           |
| 49       | 9        | « Chaos Unchained »                      | Libérons le Chaos !            | Kevin Burke et Chris "Doc" Wyatt | Daniel Ife      | 17 avril 2025 (Netflix)           | 24 avril 2025                           |
| 50       | 10       | « The Shatter Dragon »                   | Le Dragon Destructeur          | Kevin Burke et Chris "Doc" Wyatt | Shane Poettcker | 17 avril 2025 (Netflix)           | 24 avril 2025                           |
| Partie 2 |          |                                          |                                |                                  |                 |                                   |                                         |
| 51       | 11       | « The Hollow Ones »                      | Titre français inconnu         | Kevin Burke et Chris "Doc" Wyatt | Daniel Ife      | 24 avril 2025 (Roku)              | 1er octobre 2023                        |
| 52       | 12       | « Human Resources »                      | Titre français inconnu         | Liz Hara                         | Shane Poettcker | 24 avril 2025 (Roku)              | 1er octobre 2023                        |
| 53       | 13       | « Between You and Lee »                  | Titre français inconnu         | Eugene Son                       | Daniel Ife      | 24 avril 2025 (Roku)              | 1er octobre 2023                        |
| 54       | 14       | « Casket of Bones »                      | Titre français inconnu         | Kevin Burke et Chris "Doc" Wyatt | Shane Poettcker | 24 avril 2025 (Roku)              | 1er octobre 2023                        |
| 55       | 15       | « The Screaming Earth »                  | Titre français inconnu         | Glen Lakin                       | Daniel Ife      | 25 avril 2025 (Roku)              | 1er octobre 2023                        |
| 56       | 16       | « Under the Light of a Mechanical Moon » | Titre français inconnu         | Kevin Burke et Chris "Doc" Wyatt | Shane Poettcker | 25 avril 2025 (Roku)              | 8 octobre 2023                          |
| 57       | 17       | « The Vault of Focus »                   | Titre français inconnu         | Eugene Son                       | Daniel Ife      | 25 avril 2025 (Roku)              | 8 octobre 2023                          |
| 58       | 18       | « For Whom the Bell Tolls »              | Titre français inconnu         | Liz Hara                         | Shane Poettcker | 25 avril 2025 (Roku)              | 8 octobre 2023                          |
| 59       | 19       | « When Doves Cry »                       | Titre français inconnu         | —                                | Daniel Ife      | 4 septembre 2025 (Netflix)        | 8 octobre 2023                          |
| 60       | 20       | « Chaos Reigns »                         | Titre français inconnu         | —                                | Shane Poettcker | 4 septembre 2025 (Netflix)        | 8 octobre 2023                          |

## Ninjago: Le Soulèvement des Dragons(Bonus) - Liste des épisodes

### Les robots élémentaires(2024)
Les robots élémentaires est une courte série de minisodes publié en 2024 pour s'accorder avec la sortie d'un nouveau set de construction Lego la même année.
| Part. | Titre original          | Titre français                | Scénario                         | Réalisation  | Première diffusion aux États-Unis (Sur YouTube) | Première diffusion en France (Sur YouTube) |
| ----- | ----------------------- | ----------------------------- | -------------------------------- | ------------ | ----------------------------------------------- | ------------------------------------------ |
| 1     | « What the Mech? »      | Des robots en 1 minute chrono | Kevin Burke et Chris "Doc" Wyatt | Shawn Gulley | 6 janvier 2024                                  | 6 janvier 2024                             |
| 2     | « The Mech Master »     | La Master 5000                | Kevin Burke et Chris "Doc" Wyatt | Shawn Gulley | 9 janvier 2024                                  | 9 janvier 2024                             |
| 3     | « A Pain in the Mech! » | Des robots et des nouilles    | Kevin Burke et Chris "Doc" Wyatt | Joel Salasay | 12 janvier 2025                                 | 12 janvier 2025                            |

### Return to the Wyldness(2024)
Return to the Wyldness est une deuxième courte série de minisodes canon publié en 2024 qui se déroule entre les parties 1 et 2 de la Saison 2.
| Part. | Titre original            | Scénario                         | Réalisation | Première diffusion aux États-Unis | Première diffusion en France |
| ----- | ------------------------- | -------------------------------- | ----------- | --------------------------------- | ---------------------------- |
| 1     | « Queen of RAGE! »        | Kevin Burke et Chris "Doc" Wyatt | Inconnu     | 8 juillet 2024                    | 8 juillet 2024               |
| 2     | « Into the lava! »        | Kevin Burke et Chris "Doc" Wyatt | Inconnu     | 8 juillet 2024                    | 8 juillet 2024               |
| 3     | « A maze of reflections » | Kevin Burke et Chris "Doc" Wyatt | Inconnu     | 8 juillet 2024                    | 8 juillet 2024               |
| 4     | « Time to get Red »       | Kevin Burke et Chris "Doc" Wyatt | Inconnu     | 8 juillet 2024                    | 8 juillet 2024               |

### Wyldfyre's Stories(2024)
Wyldfyre's Stories est une troisième courte série de minisodes canon publié en 2024 qui se déroule entre les parties 1 et 2 de la Saison 2.
| Part. | Titre original                                | Scénario                         | Réalisation | Première diffusion aux États-Unis | Première diffusion en France |
| ----- | --------------------------------------------- | -------------------------------- | ----------- | --------------------------------- | ---------------------------- |
| 1     | « My Camera Roll »                            | Kevin Burke et Chris "Doc" Wyatt | Inconnu     | 8 juillet 2024                    | 8 juillet 2024               |
| 2     | « Draw With Me »                              | Kevin Burke et Chris "Doc" Wyatt | Inconnu     | 8 juillet 2024                    | 8 juillet 2024               |
| 3     | « 3 Things I Wish I Knew About Dragon Eggs! » | Kevin Burke et Chris "Doc" Wyatt | Inconnu     | 8 juillet 2024                    | 8 juillet 2024               |
| 4     | « Dragon Translator »                         | Kevin Burke et Chris "Doc" Wyatt | Inconnu     | 8 juillet 2024                    | 8 juillet 2024               |
| 5     | « An App to Track Feelings »                  | Kevin Burke et Chris "Doc" Wyatt | Inconnu     | 8 juillet 2024                    | 8 juillet 2024               |
| 6     | « Meditation or Meltdown »                    | Kevin Burke et Chris "Doc" Wyatt | Inconnu     | 8 juillet 2024                    | 8 juillet 2024               |
| 7     | « Bye-bye Bone »                              | Kevin Burke et Chris "Doc" Wyatt | Inconnu     | 8 juillet 2024                    | 8 juillet 2024               |
| 8     | « Lessons I Learned in the Wyldness »         | Kevin Burke et Chris "Doc" Wyatt | Inconnu     | 8 juillet 2024                    | 8 juillet 2024               |

### Wyldfyre's Voice Notes(2024)
Wyldfyre's Voice Notes est une quatrième courte série de minisodes canon publié en 2024 qui se déroule entre les parties 1 et 2 de la Saison 2.
| Part. | Titre original          | Scénario                         | Réalisation | Première diffusion aux États-Unis | Première diffusion en France |
| ----- | ----------------------- | -------------------------------- | ----------- | --------------------------------- | ---------------------------- |
| 1     | « Why am I doing this » | Kevin Burke et Chris "Doc" Wyatt | Inconnu     | 8 juillet 2024                    | 8 juillet 2024               |
| 2     | « So what now? »        | Kevin Burke et Chris "Doc" Wyatt | Inconnu     | 8 juillet 2024                    | 8 juillet 2024               |
| 3     | « I AM RAGE »           | Kevin Burke et Chris "Doc" Wyatt | Inconnu     | 8 juillet 2024                    | 8 juillet 2024               |
| 4     | « Desperate measures »  | Kevin Burke et Chris "Doc" Wyatt | Inconnu     | 8 juillet 2024                    | 8 juillet 2024               |
| 5     | « Big news! »           | Kevin Burke et Chris "Doc" Wyatt | Inconnu     | 8 juillet 2024                    | 8 juillet 2024               |
| 6     | « Who am I? »           | Kevin Burke et Chris "Doc" Wyatt | Inconnu     | 8 juillet 2024                    | 8 juillet 2024               |
| 7     | « Finding Wyldfyre »    | Kevin Burke et Chris "Doc" Wyatt | Inconnu     | 8 juillet 2024                    | 8 juillet 2024               |
| 8     | « Ready to return! »    | Kevin Burke et Chris "Doc" Wyatt | Inconnu     | 8 juillet 2024                    | 8 juillet 2024               |

## Cinéma

### Lego Ninjago, le film(2017)
| Titre original             | Titre français        | Scénario | Réalisation                            | Première diffusion au États-Unis | Première diffusion en France |
| -------------------------- | --------------------- | --- | -------------------------------------- | -------------------------------- | ---------------------------- |
| « The LEGO Ninjago Movie » | Lego Ninjago, le film | Bob Logan, Paul Fisher, William Wheeler, Tom Wheeler, Jared Stern et John Whittington Histoire écrite par : Hilary Winston, Bob Logan, Paul Fisher, William Wheeler, Tom Wheeler, Dan Hageman et Kevin Hageman | Charlie Bean, Paul Fisher et Bob Logan | 22 septembre 2017                | 11 octobre 2017              |